# Stefan Wyszyński
Stefan Wyszyńskiⓘ (ur. 3 sierpnia 1901 w Zuzeli, zm. 28 maja 1981 w Warszawie) – polski duchowny rzymskokatolicki, biskup diecezjalny lubelski w latach 1946–1948, arcybiskup metropolita gnieźnieński i warszawski oraz prymas Polski w latach 1948–1981, kardynał prezbiter od 1953, zwany Prymasem Tysiąclecia, mąż stanu, postrzegany jako obrońca praw człowieka, narodu i Kościoła , doktor prawa kanonicznego, kaznodzieja, publicysta , kapelan duszpasterstwa Wojska Polskiego. Pośmiertnie odznaczony Orderem Orła Białego. Błogosławiony Kościoła katolickiego.
Twórca akcji duszpasterskich: Jasnogórskich Ślubów Narodu Polskiego, Wielkiej Nowenny Tysiąclecia, autor 10 przykazań Społecznej Krucjaty Miłości. Inwigilowany przez Służbę Bezpieczeństwa Polski Ludowej oraz umieszczony w miejscu odosobnienia przez władze komunistyczne Polskiej Rzeczypospolitej Ludowej .

## Życiorys

### Dzieciństwo i młodość

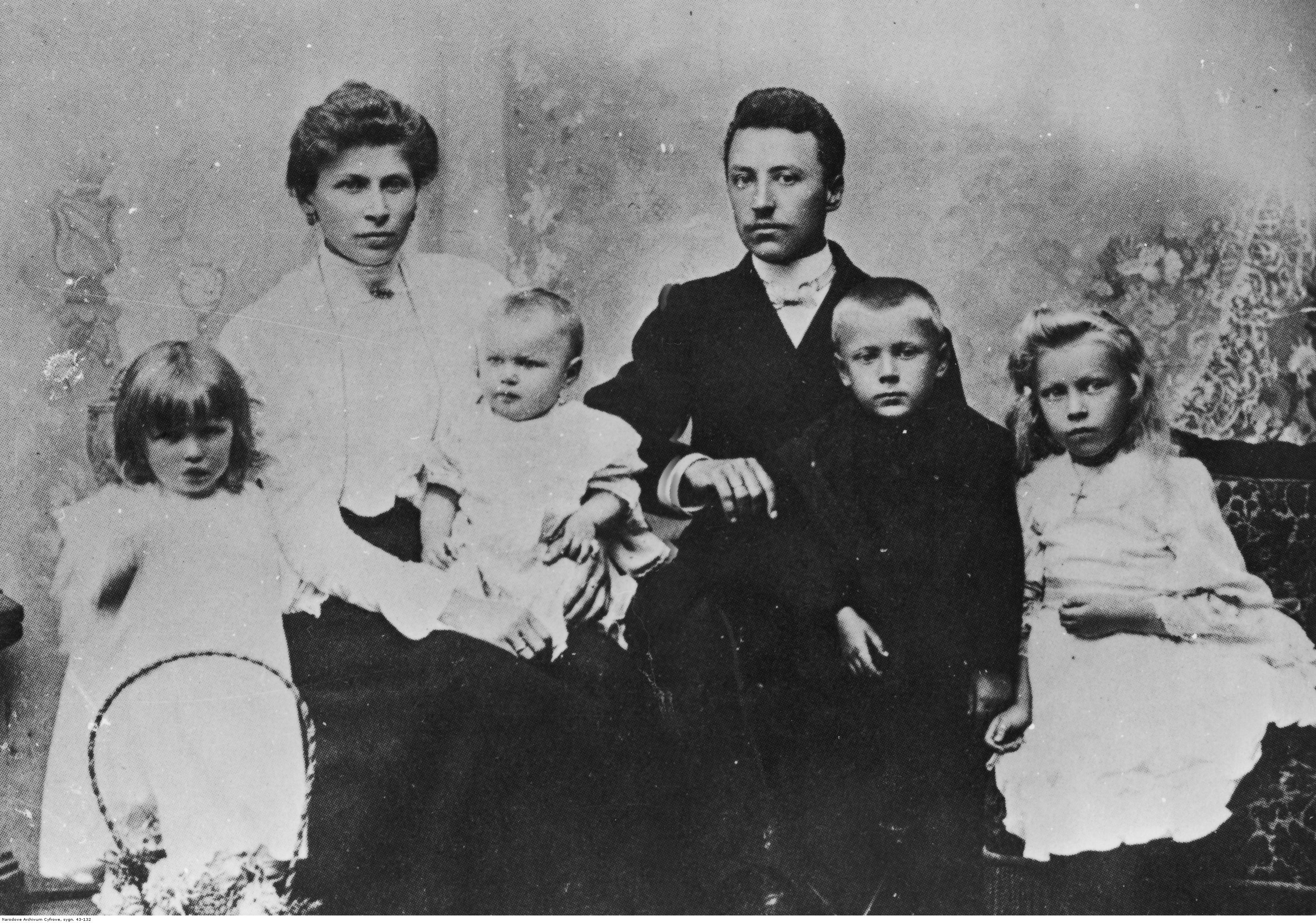
Rodzina: Julianna Karp i Stanisław Wyszyński z dziećmi (poniżej od lewej): Stanisława, Janina, Stefan (przyszły prymas) i Anastazja (Zuzela, 1906)

Urodził się 3 sierpnia 1901 o godzinie 3:00 w Zuzeli nad Bugiem na ziemi nurskiej (pogranicze Mazowsza i Podlasia) jako drugie dziecko wielodzietnej rodziny rolników: Stanisława (organisty miejscowego kościoła) i Julianny z d. Karp. Tego samego dnia został ochrzczony w parafii Przemienienia Pańskiego w Zuzeli z rąk proboszcza ks. Antoniego Lipowskiego. W przemówieniu z 13 czerwca 1971, jakie wygłosił w Zuzeli, tak wspominał okres dzieciństwa:

A w domu nad moim łóżkiem wisiały dwa obrazy: Matki Bożej Częstochowskiej i Matki Bożej Ostrobramskiej. I chociaż w onym czasie do modlitwy skłonny nie byłem, zawsze cierpiąc na kolana, zwłaszcza w czasie wieczornego różańca, jaki był zwyczajem naszego domu, to jednak po obudzeniu się długo przyglądałem się tej Czarnej Pani i tej Białej.

Jego szkolny kolega z ławki w Zuzeli Franciszek Jastrzębski tak go wspomina:

Stefan nie był od razu taki święty! Lubił dziewczęta ciągnąć za włosy. A jeśli nie chcieliśmy, aby była klasówka, wylewaliśmy atrament z kałamarzy albo zapychaliśmy go bibułą.

Na naukę nie lubił poświęcać zbyt wiele czasu, a zwłaszcza na matematykę, której – jak sam przyznawał – najbardziej nie lubił. Wolał się bawić w domu z siostrami. Podczas zabawy zdarzyło się, że tak bardzo się na nie zdenerwował, że rozpruł ich szmaciane lalki i spalił je w piecu. Gdy ojciec zabierał się do wymierzenia mu kary, schował się pod pianino. Siostry solidarnie stanęły wtedy w jego obronie, mówiąc: „On się poprawi, nawróci...” „Jak widzicie, nawróciłem się!” – żartował później w jednym z kazań.
W 1910 rodzina przeniosła się do Andrzejewa, gdzie uczęszczał do trzeciej klasy szkoły podstawowej z rosyjskim językiem nauczania. Tutaj popadł w konflikt z nauczycielem za nieposłuszeństwo jego metodzie wychowawczej, co było powodem wyrzucenia ze szkoły. Umierająca matka w 1910 roku powiedziała mu:

Stefan – ubieraj się... Ubieraj się, ale nie tak się ubieraj, inaczej się ubieraj.

co zrozumiał jako, że jej wolą i matczyną intuicją jest, by został kapłanem. W kościele św. Bartłomieja w Andrzejewie przystąpił w maju 1911 do pierwszej komunii świętej. W latach 1912–1915 był uczniem gimnazjum im. Wojciecha Górskiego w Warszawie. W 1913 przyjął sakrament bierzmowania w parafii Wniebowzięcia Najświętszej Maryi Panny w Andrzejewie z rąk bp. Antoniego Juliana Nowowiejskiego.
Z powodu wojny w latach 1915–1917 uczęszczał do Prywatnej Siedmioklasowej Szkoły Handlowej Męskiej w Łomży. W latach 1917–1920 uczył się w liceum włocławskim im. Piusa X (Niższe Seminarium Duchowne). W latach 1920–1924 był klerykiem Wyższego Seminarium Duchownego we Włocławku. Święcenia subdiakonatu przyjął 15 marca 1924 z rąk bp. Stanisława Zdzitowieckiego, a święcenia diakonatu 5 kwietnia tegoż roku.

### Prezbiter (1924–1946)
Święcenia kapłańskie, które zostały przełożone z 29 czerwca z powodu jego choroby płuc, przyjął 3 sierpnia 1924 w kaplicy Matki Bożej we włocławskiej bazylice katedralnej z rąk bp. Wojciecha Owczarka. Mszę prymicyjną odprawił 5 sierpnia w kaplicy Matki Boskiej Częstochowskiej na Jasnej Górze. Następnie po odbytej kuracji, w październiku 1924 został wikariuszem we włocławskiej parafii katedralnej oraz m.in. redaktorem dziennika diecezjalnego „Słowo Kujawskie” (1924–1925).
W latach 1925–1929 był studentem Wydziału Prawa Kanonicznego oraz Wydziału Prawa i Nauk Ekonomiczno-Społecznych Katolickiego Uniwersytetu Lubelskiego, pod kierunkiem ks. prof. Antoniego Szymańskiego, który ukończył 22 czerwca 1929 doktoratem z prawa kanonicznego pisząc pracę na temat Prawa rodziny, Kościoła i państwa do szkoły. W okresie studiów działał społecznie, m.in. w Bratniej Pomocy”, a także w lubelskim oddziale Stowarzyszenia Katolickiej Młodzieży Akademickiej „Odrodzenie”, w którym w roku akademickim 1925/26 był kierownikiem sekcji zagadnień narodowych i korespondentem miesięcznika „Prąd". Popularyzował ideę Akcji Katolickiej w Polsce. Po ukończeniu studiów w okresie 1929–1930 odbył podróże studyjne w celu obserwacji rozwoju katolickiej myśli społecznej po niektórych krajach europejskich: Austrii, Włoszech, Francji, Belgii, Holandii i Niemczech. Pomimo propozycji pracy na KUL i pisania habilitacji – ostatecznie odrzucił możliwość wykładów na katolickiej uczelni.
W okresie międzywojennym działał w Stowarzyszeniu Kapłanów Świeckich Miłości Apostolskiej, gdzie był sekretarzem generalnym i pełnił funkcję redaktora czasopisma.  
Duży wpływ na rozwój jego późniejszego stylu duszpasterskiego miał Czcigodny Sługa Boży ks. Władysław Korniłowicz, który był jego przyjacielem, a który w 1926 zaprosił go do Lasek, gdzie poznał Różę Czacką, późniejszą błogosławioną, z którą później współpracował. W 1930 pojawiły się pierwsze jego publikacje: Dzieło kardynała Ferrari. Ideały i prace społeczno-apostolskie (1930) czy Główne typy Akcji Katolickiej zagranicą (1931), poświęcone katolickiej nauce społecznej. W 1931 był wikariuszem w parafii Świętej Rodziny w Przedczu. W latach 1931–1939 był profesorem prawa kanonicznego, socjologii i katolickiej nauki społecznej Kościoła w Wyższym Seminarium Duchownym we Włocławku . Od 1932 pełnił obowiązki redaktora naczelnego miesięcznika włocławskiego „Ateneum Kapłańskie” (pismo zyskało rangę najważniejszego periodyku formacyjnego dla duchownych w II RP). Ponadto pełnił we włocławskiej kurii biskupiej funkcję promotora sprawiedliwości i obrońcy węzła małżeńskiego (1932–1938), a od 1938 był również sędzią Sądu Biskupiego.
Kierując jednocześnie Sodalicją Mariańską, prowadził chrześcijański uniwersytet robotniczy i działalność społeczno-oświatową w chrześcijańskich związkach zawodowych. Był pierwszym kapelanem i działaczem powołanego w 1937 Stronnictwa Pracy. W latach 1931–1939 ogłosił 106 publikacji, z których większość dotyczyła katolickiej nauki społecznej, problemów kryzysu gospodarczego, bezrobocia i sprawiedliwości społecznej. W 1937 został powołany na członka Rady Społecznej przy prymasie Polski. W latach 30. brał udział w kongresach: I Krajowym Kongresie Eucharystycznym w Poznaniu (26–29 czerwca 1930) oraz Międzynarodowym Kongresie Chrystusa Króla w Poznaniu (25–29 czerwca 1937). W 1938 roku - w czasie, gdy był profesorem Seminarium Duchownego we Włocławku – otrzymał Złoty Krzyż Zasługi za osiągnięcia na polu pracy społecznej. Należał również do założonego w 1934 Towarzystwa Naukowego KUL.
Po wybuchu II wojny światowej z polecenia bp. Michała Kozala, późniejszego błogosławionego, ukrywał się w niebezpieczeństwie aresztowania przez Gestapo w różnych miejscowościach. W 1941 w czasie pobytu w Zakopanem został na krótko aresztowany. Następnie został kapelanem niewidomych w Kozłówce i Żułowie . W czerwcu 1942 udał się do Lasek, zostając kapelanem Zakładu dla Niewidomych, którym był do 1945.  
W 1943 objął kierownictwo duchowe grupy młodzieży żeńskiej nazywanej „Ósemką” lub Instytutem Świeckim Pomocnic Maryi Jasnogórskiej Matki Kościoła.
W okresie powstania warszawskiego pod pseudonimem „Radwan III” był kapelanem Armii Krajowej w grupie „Kampinos” i szpitalu powstańczym w Laskach. Otrzymał stopień porucznika duszpasterstwa Wojska Polskiego.
Po zakończeniu wojny wrócił do Włocławka, gdzie organizował Wyższe Seminarium Duchowne i 19 marca 1945 został jego rektorem. Będąc rektorem, profesorem i ojcem duchownym kleryków, był również wikariuszem w parafii św. Jana Chrzciciela w Lubrańcu i proboszczem parafii św. Wojciecha Biskupa i Męczennika w Kłobii i parafii Narodzenia Najświętszej Maryi Panny w Zgłowiączce. 15 sierpnia 1945 został kanonikiem kapituły katedralnej we Włocławku.

### Biskup lubelski (1946–1948)

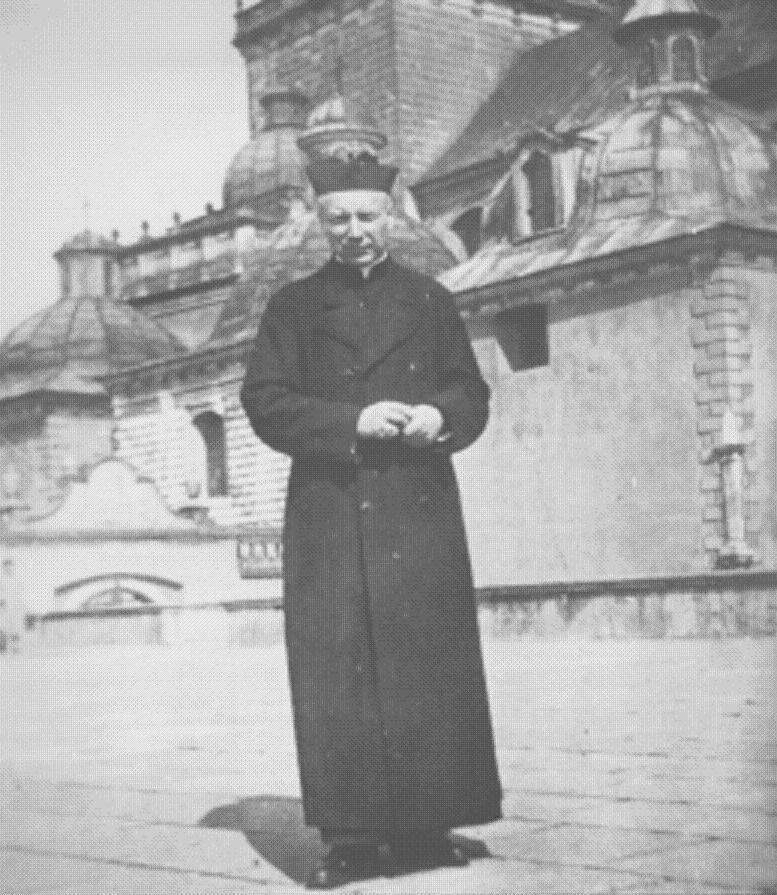
Święcenia biskupie ks. Stefana Wyszyńskiego (Jasna Góra, 1946)

4 marca 1946 został prekonizowany przez papieża Piusa XII biskupem diecezjalnym diecezji lubelskiej. Święcenia biskupie otrzymał 12 maja z rąk kard. Augusta Hlonda, prymasa Polski na Jasnej Górze. W swoim herbie biskupim umieścił słowa „Soli Deo” (pol. Samemu Bogu).
W dniach 22–24 maja 1946 po raz pierwszy uczestniczył w obradach Konferencji Episkopatu Polski. Był najmłodszym członkiem tego gremium. Uroczysty ingres odbył się 26 maja 1946 w Lublinie. Objął funkcję Wielkiego Kanclerza KUL-u, na którym w latach 1947–1948 prowadził wykłady na Wydziale Prawa i Nauk Ekonomiczno-Społecznych. Jako biskup lubelski w 1946 wznowił działalność Instytutu Wyższej Kultury Religijnej, oraz założył Związek „Caritas”. Na prośbę delegatów Centralnego Komitetu Żydów Polskich o publiczne potępienie pogromu kieleckiego z 4 lipca 1946 zareagował odmownie. Oświadczył wówczas, że masakra stanowiła odwet za udział Żydów we władzach komunistycznych, przywołał antykomunizm jako zasadny motyw niemieckiej zagłady Żydów oraz nierozstrzygnięty rzekomo proces Bejlisa o mord rytualny z 1913 i zażądał opuszczenia przez Żydów Polski.

### Prymas Polski (1948–1981)
W archiwum prymasowskim w Warszawie znajduje się ostatnia wola będącego u schyłku życia prymasa Polski Augusta Hlonda, podyktowana osobistemu sekretarzowi ks. Antoniemu Baraniakowi, w której prosi listem do papieża Piusa XII o mianowanie swoim następcą biskupa lubelskiego Stefana Wyszyńskiego. 12 listopada 1948 papież Pius XII na konsystorzu w Rzymie mianował Wyszyńskiego arcybiskupem metropolitą gnieźnieńskim i warszawskim, a tym samym prymasem Polski. Bulla nominacyjna została podpisana przez papieża 16 listopada. Ingres w Gnieźnie odbył się 2 lutego 1949. W drodze, jadącego samochodem prymasa, spotkały szykany ze strony milicji, która wielokrotnie go zatrzymywała oraz legitymowała i kontrolowała. Natomiast ingres w Warszawie miał miejsce 6 lutego 1949. W okolicznościowej mowie, którą wówczas wygłosił, powiedział m.in.:

Od dziś zaczyna się moja droga przez Warszawę. Znam ją dobrze, jestem z nią związany tak blisko, może najbardziej była mi bliska, gdy broczyła krwią w powstaniu, gdy patrzyłem z Izabelina na dymy ofiarnego wielkiego ołtarza całopalenia. Dzisiaj muszę pokochać Warszawę i oddać jej swoje siły i życie. O wiele to łatwiej dziś niż kiedykolwiek. Oby Bóg – Miłość nadał tej pasterskiej miłości swoje Ojcowskie oblicze.

29 listopada 1952 podano wiadomość o wyniesieniu przez papieża Piusa XII prymasa Polski do godności kardynała, a 12 stycznia 1953 na tajnym konsystorzu w Rzymie został nominowany kardynałem oraz członkiem kolegium kardynalskiego. Brał udział w czterech konklawe: w 1958, 1963 oraz w sierpniu i październiku 1978,które wybrało papieża Jana Pawła II. W 1958 oddano na niego kilka głosów, natomiast w 1963 był jedynym przedstawicielem Europy Wschodniej.

#### Porozumienie z władzami komunistycznymi (1950)
6 lipca 1949 z jego inicjatywy rozpoczęły się systematyczne rozmowy z rządem w ramach tzw. Komisji Mieszanej, które doprowadziły przy jego poparciu oraz znacznej pomocy biskupa łódzkiego Michała Klepacza do zawarcia 14 kwietnia 1950 porozumienia z władzami komunistycznymi. Inicjatorem podpisania tego porozumienia ze strony Episkopatu był sam Wyszyński. Prymas uważał za konieczne podpisanie konkretnego porozumienia, które pozwoliłoby Kościołowi na swobodniejsze działanie. Porozumienie zawarte z władzami 14 kwietnia 1950 zawierało m.in. potępienie przez Kościół katolicki zbrodniczej działalności band podziemia, którą to działalność Kościół zobowiązał się zwalczać. Wyszyński był pierwszym w historii Kościoła katolickiego hierarchą, który zdecydował się na układy z państwem rządzonym przez komunistów. Prymas przypuszczał, że po jego podpisaniu pojawią się próby jego łamania, ale miał nadzieję, że dzięki temu aktowi prawno-politycznemu ma jakieś formalne podstawy do obrony w takiej sytuacji.
Na wieść o jego podpisaniu papież Pius XII, prowadzący politykę antykomunistyczną, miał zagrozić cofnięciem uznania Wyszyńskiemu. W zamian za zagwarantowanie nauczania religii w szkołach i funkcjonowanie Katolickiego Uniwersytetu Lubelskiego polski Kościół uznał granice Ziem Odzyskanych Polski Ludowej.
W swoich późniejszych refleksjach o porozumieniu pisał on m.in.:

Jakoż „Porozumienie” złagodziło nieco sytuację ekonomiczną jednostek parafialnych, a do dziś dnia większych szkód Kościół tu nie poniósł. Nie był to motyw najważniejszy w decyzji, ale jeden z dalszorzędnych. W sumie – wszystkie te motywy, wyłożone na Konferencji krakowskiej Episkopatu (w marcu 1950) w obecności kardynała Sapiehy doprowadziły do postanowienia: 1. by dążyć do „Porozumienia”; 2. by przedstawiony projekt przeredagować; 3. w każdym wypadku – prowadzić dalsze rozmowy w Komisji Mieszanej. (…) Porozumienie podpisane 14.IV.1950 roku stało się odtąd argumentem w ręku Episkopatu w walce o prawo Kościoła. Był to argument jedyny, gdyż Rząd nie liczył się już z Konstytucją, zerwał Konkordat, nie uznawał Kodeksu Prawa Kanonicznego.

#### Internowanie (1953–1956)

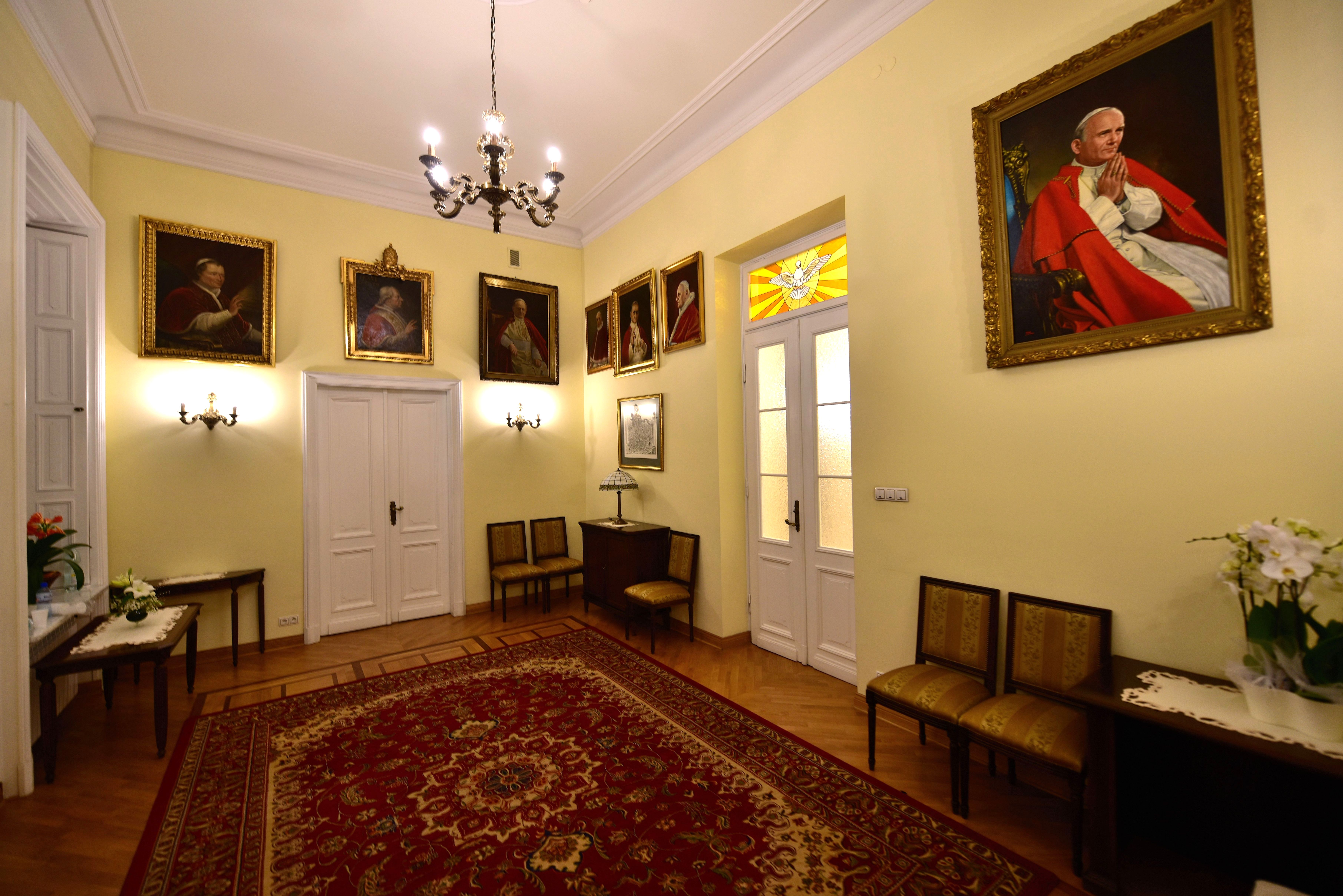
Mały salon papieski w Domu Arcybiskupów Warszawskich, w którym 25 września 1953 Wyszyński został zatrzymany przez funkcjonariuszy UB

We wczesnych latach 50., w okresie napięć między państwem a Kościołem, polityka władz PRL, zależnych od ZSRR, zmierzała do złamania opozycji i wszelkich niezależnych instytucji. W ramach represji komunistów wobec Kościoła katolickiego zapadła decyzja o internowaniu prymasa. Sprawą zajęło się Ministerstwo Bezpieczeństwa Publicznego, powstałe na bazie Resortu Bezpieczeństwa Publicznego przy Polskim Komitecie Wyzwolenia Narodowego. 8 maja 1953 na Konferencji Episkopatu Polski w Krakowie uchwalono z inicjatywy Wyszyńskiego treść listu do rządu, który przeszedł do historii pod nazwą Non possumus, wyrażającego stanowczy sprzeciw wobec rażącego łamania przez rząd zawartych wcześniej porozumień, a który stał się m.in. jednym z powodów jego późniejszego zatrzymania.
Późnym wieczorem 25 września 1953 Wyszyński został zatrzymany w tzw. małym salonie papieskim, znajdującym się na parterze Domu Arcybiskupów Warszawskich. Z rzeczy osobistych zabrał ze sobą tylko różaniec i brewiarz.
Był przetrzymywany w katolickich klasztorach z siostrą zakonną Marią Leonią Graczyk i księdzem Stanisławem Skorodeckim.

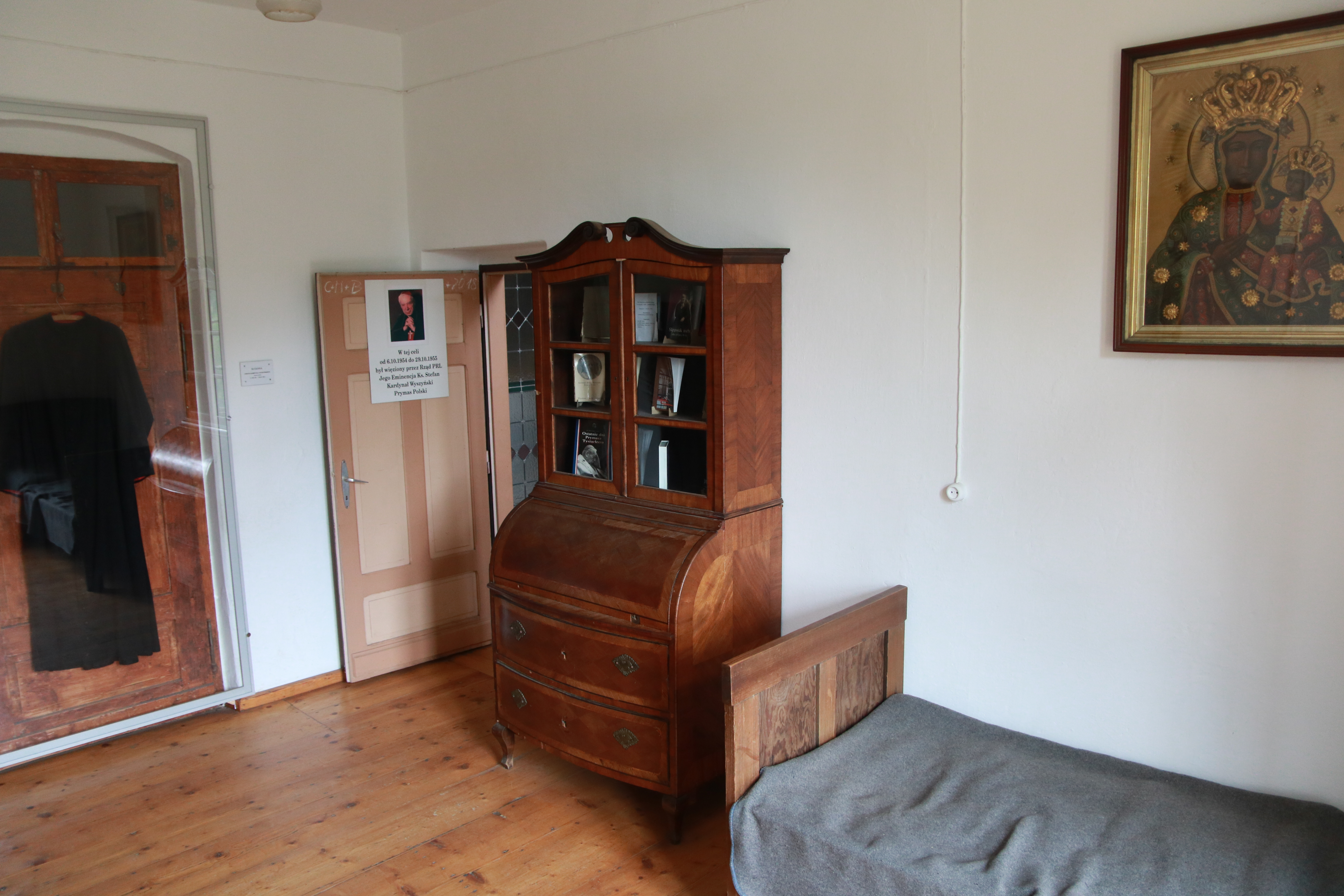
Cela Stefana Wyszyńskiego w kościele św. Józefa w Prudniku-Lesie

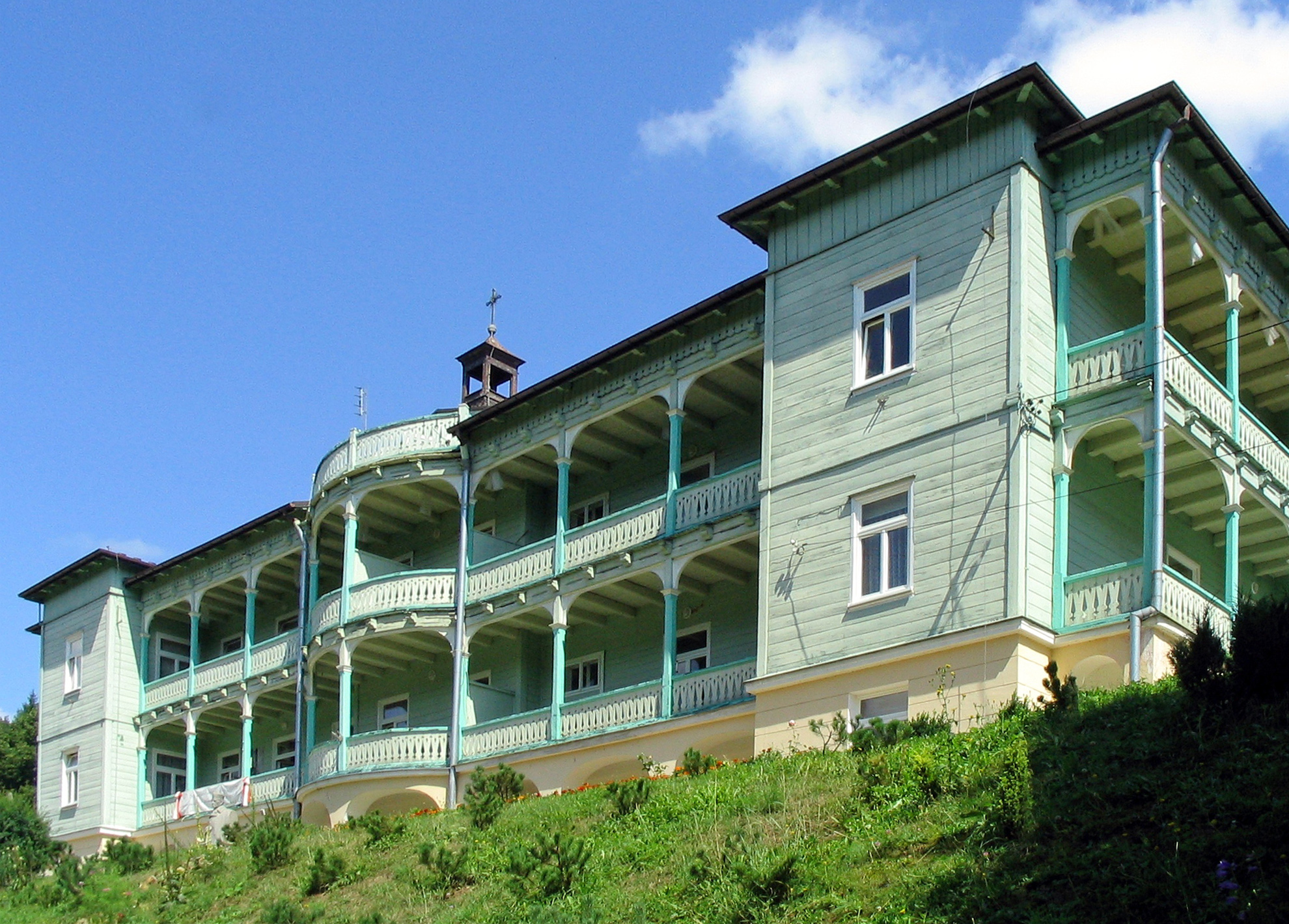
Klasztor nazaretanek w Komańczy – ostatnie z miejsc odosobnienia Stefana Wyszyńskiego

Przebywał w następujących miejscach odosobnienia:
- Rywałd (26 września 1953 – 12 października 1953),
- Stoczek Klasztorny (12 października 1953 – 6 października 1954),
- Prudnik (6 października 1954 – 29 października 1955),
- Komańcza (29 października 1955 – 26 października 1956).

#### Zwolnienie i ugoda z władzami (1956)
W czasie październikowego przesilenia politycznego w 1956 został po rozmowach z wysłannikami Gomułki, Zenonem Kliszką i Władysławem Bieńkowskim, przeprowadzonych w obecności przedstawiciela Episkopatu, ks. Zygmunta Choromańskiego, zwolniony z internowania i przywieziony przez nich 28 października do Warszawy. 8 grudnia 1956 doprowadził do zawarcia nowego, korzystnego dla Kościoła, tzw. małego porozumienia z władzami, na mocy którego m.in. w szkołach przywrócono naukę religii, uchylono dekret o obsadzaniu stanowisk kościelnych z 9 lutego 1953 i umożliwiono powrót biskupów na ziemie zachodnie i północne. W rezultacie na stanowiska powróciło 14 więzionych lub wydalonych z diecezji biskupów z Czesławem Kaczmarkiem i Stanisławem Adamskim na czele, a prymas dokonał rozliczenia z ruchem księży patriotów wymieniając na przełomie 1957/1958 35% proboszczów i administratorów parafii w całej Polsce. W ramach kompromisu zawartego z ekipą Gomułki Wyszyński po inspirowanej przez Jerzego Zawieyskiego rozmowie z premierem Józefem Cyrankiewiczem, który zabiegał o poparcie Kościoła przeciw natolińczykom, wezwał wiernych do udziału w wyborach parlamentarnych z 20 stycznia 1957 i sam (po raz ostatni w życiu) przystąpił do głosowania.

##### Inwigilacja przez Służbę Bezpieczeństwa (Urząd Bezpieczeństwa)
Przez ponad trzydzieści pięć lat w okresie od 5 maja 1946 do ceremonii pogrzebowej 31 maja 1981, biskup, a następnie prymas był pod stałą obserwacją funkcjonariuszy początkowo Urzędu Bezpieczeństwa, a od 1956 Służby Bezpieczeństwa. W kwestionariuszu osobowym sprawy operacyjnej prowadzonej przeciwko niemu, o kryptonimie „Prorok”, w rubryce zawód wpisano: „Prymas”. Podstawowymi środkami wykorzystywanymi do zbierania informacji o inwigilowanym były sieć tajnych współpracowników oraz środki techniki operacyjnej (m.in. podsłuchy, nagrania, taśmy filmowe i magnetofonowe, zdjęcia, obserwacje, donosy czy raporty). Każde słowo, zdanie czy nawet gest z jego strony trafiały, w formie raportu, na biurko dyrektora Departamentu IV MSW i były szczegółowo analizowane. Ponadto rejestrowano wszystkie jego homilie i przemówienia poprzez ukryte mikrofony. Kontrolowano listy wychodzące z jego siedziby przy ul. Miodowej w Warszawie.
Systematycznie starano się pozyskiwać nową agenturę, typować kandydatów na tajnych współpracowników (poczynając od kierowców, a kończąc na osobistych sekretarzach), a także zakładać podsłuchy pokojowe i telefoniczne. Akcjom inwigilacji nadawano kryptonimy (np. plan rozmieszczenia punktu zamaskowanego nosił kryptonim „Trapez” czy punkt ukrycia wywiadowców miał kryptonim „Arena”). Funkcjonariusze SB prowadzili tam obserwacje i podsłuch jego rezydencji, którą nazwano „Cyrk”.

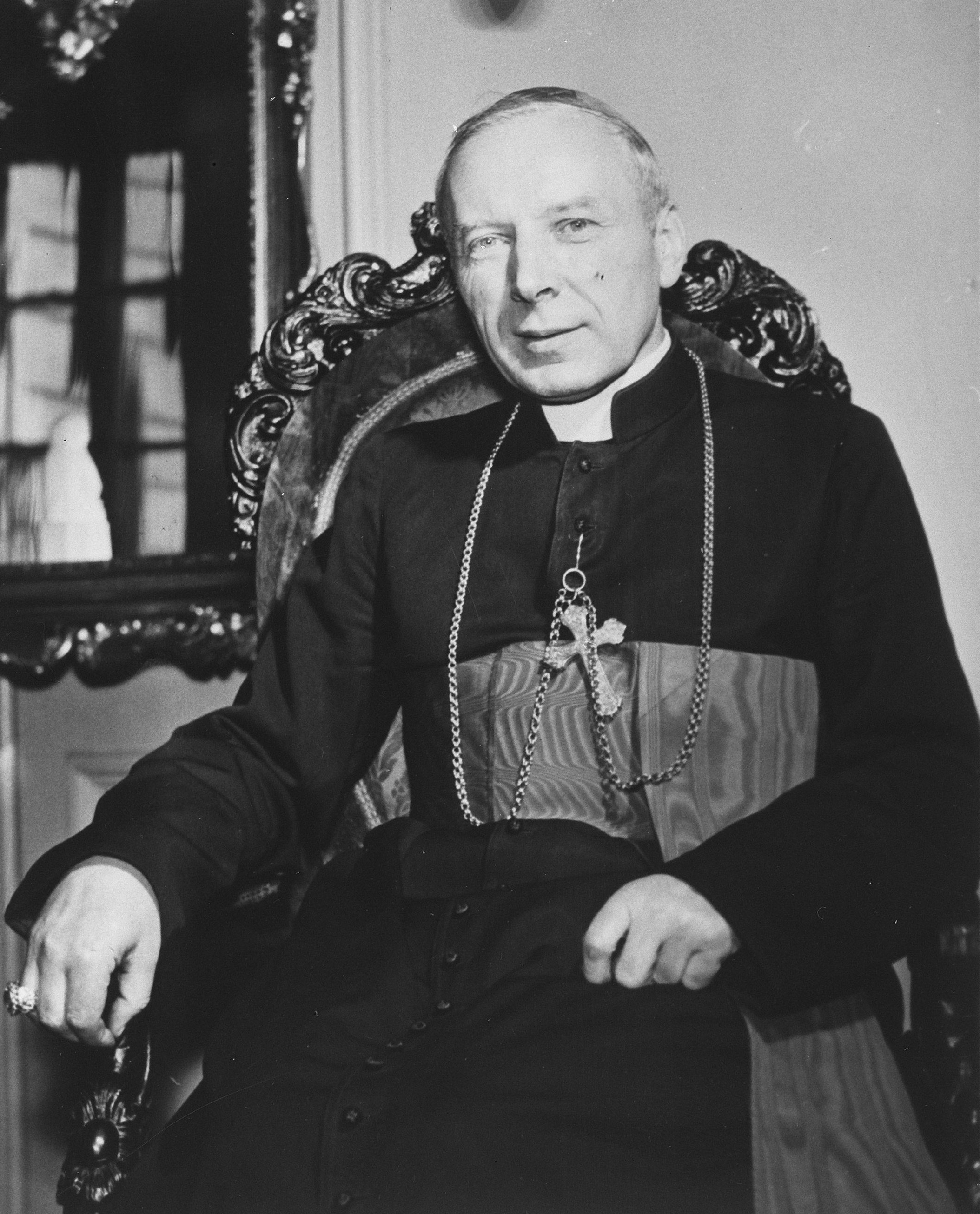
Kardynał Stefan Wyszyński, 12 kwietnia 1961

#### Związki z Jasną Górą i Jasnogórskie Śluby Narodu Polskiego
Izolowany w klasztorze franciszkanów w Prudniku, a następnie klasztorze sióstr nazaretanek w Komańczy pod wpływem lektury powieści „Potop” – Henryka Sienkiewicza napisał 16 maja 1956 tekst ślubów narodowych, które miały być odnowieniem królewskich ślubów lwowskich Jana Kazimierza w ich trzechsetną rocznicę. W kazaniu do górali tatrzańskich w Zakopanem w niespełna rok po swoim uwolnieniu mówił:

Czytając „Potop” Sienkiewicza, uświadomiłem sobie właśnie w Prudniku, że trzeba pomyśleć o tej wielkiej dacie. Byłem przecież więziony tak blisko miejsca, gdzie król Jan Kazimierz i prymas Leszczyński radzili, jak ratować Polskę z odmętów. Pojechali obydwaj na południowy wschód, do Lwowa: drogę torowali im górale, jak to pięknie opisuje Henryk Sienkiewicz. Gdy z kolei i mnie przewieziono tym samym niemal szlakiem, z Prudnika na południowy wschód, do czwartego miejsca mego odosobnienia, w góry, jechałem z myślą: musi powstać akt Ślubowań odnowionych!

26 sierpnia 1956 pielgrzymom (ok. 1 mln) zebranym na Jasnej Górze odczytał je – po przekazaniu ich 22 maja tegoż roku w tajemnicy z Komańczy generałowi paulinów o. Alojzemu Wrzalikowi OSPPE przez Janinę Michalską, która schowała tekst pod bluzką – bp Michał Klepacz, pełniący obowiązki przewodniczącego Episkopatu Polski. Władze państwowe poznały jednak – przed ich odczytaniem – ich treść, gdyż biskupi przedstawili je im wcześniej do akceptacji.
Jasna Góra była ulubionym sanktuarium prymasa, często tu przybywał na różne uroczystości, wygłaszał okolicznościowe homilie czy kazania. Spotykał tu również bliskich sobie ludzi jak np. Karola Wojtyłę, późniejszego papieża i świętego czy też stróży sanktuarium np. ówczesnego przeora, późniejszego generała paulinów o. Jerzego Tomzińskiego OSPPE, którego darzył szczególną przyjaźnią, życzliwością i zaufaniem, a który tak go wspomina:

Wydaje mi się, iż znałem go od zawsze. Cieszę się, że był Prymasem Jasnogórskim, że dane mi było działać w jego maryjnej szkole i podejmować wielkie akcje duszpasterskie, które z pewnością pozwoliły przetrwać Kościołowi w Polsce mroki terroru komunistycznego. Przebywając blisko niego, odnosiłem wrażenie, że mam kontakt ze świętym. Podpatrywałem Prymasa, bo byłem przekonany, że tak właśnie wygląda święty, i chciałem się od niego wszystkiego uczyć, przede wszystkim świętej cierpliwości i ufności Panu Bogu. Na każdym kroku było widać, że jest człowiekiem zawierzenia i wszystko zanosi do Nieba przez Maryję.

Był wielkim czcicielem Matki Bożej w jej jasnogórskim obrazie, o której 5 sierpnia 1974 w jej sanktuarium powiedział:

Urodziłem się w domu rodzinnym pod obrazem Matki Bożej Częstochowskiej, i to w sobotę, żeby we wszystkich planach Bożych był ład i porządek. Całe moje życie tak wyglądało. Po święceniach kapłańskich w kaplicy Matki Bożej w katedrze włocławskiej uważałem za rzecz najbardziej właściwą przybyć na Jasną Górę, choć sił brakowało. Tak zaczęły się moje drogi. Prowadziły po śladach, które wydeptała Maryja, idąc przede mną jak światło, gwiazda, życie, słodkość i nadzieja, jako wspomożycielka w ciężkiej sytuacji, niemalże pielęgniarka i karmicielka. Zawsze ufałem, że wspomoże mnie Maryja. Cześć moja dla Matki Najświętszej rozwijała się powoli. Tajemnice tej czci jeszcze lepiej odczułem, gdy nawiedzając swoją rodzinną parafię w Zuzeli, zobaczyłem ten sam obraz Matki Bożej Częstochowskiej, przed którym modlili się moi rodzice.

#### Dzieła milenijne i duszpasterskie
W latach 1957–1966 przeprowadził obchody Tysiąclecia Chrztu Polski, poprzedzone z jego inicjatywy dziewięcioletnią Wielką Nowenną Tysiąclecia. Z jego inicjatywy na główne obchody 3 maja 1966, na Jasną Górę miał przybyć zaproszony przez niego papież Paweł VI, ale władze nie wyraziły na to zgody. Podczas kazania na procesji uroczystości Bożego Ciała w Warszawie 20 czerwca 1957 zapowiedział peregrynację po wszystkich parafiach w Polsce kopii cudownego obrazu Matki Boskiej Częstochowskiej.
Uczestniczył aktywnie w obradach wszystkich czterech sesji soboru watykańskiego II. Podczas pierwszej sesji soborowej został mianowany przez papieża Jana XXIII członkiem Sekretariatu do Spraw Nadzwyczajnych, a później przez kolejnego papieża Pawła VI, członkiem Prezydium soboru. Wielokrotnie przemawiał podczas spotkań plenarnych, składał pisemne memoriały, prowadził wykłady czy udzielał wywiadów.
Jako prymas Polski był głównym koronatorem i uczestnikiem wielu uroczystości koronacji postaci z cudownych obrazów lub figur Dzieciątka czy Maryi (m.in. jako pierwszej swojej koronacji 9 września 1962 Matki Bożej Okulickiej w Okulicach czy następnej 11 sierpnia 1963 Matki Bożej Pocieszenia-Pani Ziemi Sądeckiej w Nowym Sączu oraz wielu innych). Na wniosek jego oraz Episkopatu Polski papież Paweł VI 21 listopada 1964 ogłosił uroczyście w auli soborowej w Rzymie Matkę Bożą – Matką Kościoła.
Prymas wielokrotnie zabiegał o rozwój budownictwa sakralnego, a w 1969 mówił m.in.:

My nie chcemy pomocy, nie chcemy pieniędzy, cegły czy innych materiałów. Nie chcemy nawet ludzi do pracy. (…) Wiele jest innych potrzeb: szkoły, szpitale. Wydaje nam się jednak, że niektóre rzeczy mogłyby być później wybudowane, a wcześniej świątynie. Niejedna klubokawiarnia, niejedno kino nie jest najpiękniejszą potrzebą. Wystarczyłoby materiału na wybudowanie skromnej kapliczki w której ludzie mogliby się modlić bez przeszkód.

Z jego inicjatywy w 1969 powstał duszpasterski Ruch Pomocników Matki Kościoła. Wezwał on świeckich, kapłanów i osoby konsekrowane do oddania swojego życia Maryi, ponawianego codziennie, a także do działania w duchu odpowiedzialności za Kościół, Polskę i bliźniego.
W 1974 przeprowadził III Synod Archidiecezji Warszawskiej, a w latach 1977–1981 II Synod Archidiecezji Gnieźnieńskiej. Ponadto uczestniczył w pracach Nadzwyczajnych Synodów Biskupów w Rzymie (1969, 1971 i 1974). Kilkanaście uczelni nadało mu tytuł doktora honoris causa.

#### Normalizacja stosunków z władzami komunistycznymi i dalsze relacje z nimi (1956–1981)
Przed wyborami do Sejmu w 1957 Episkopat Polski pod jego kierownictwem poparł politycznie Władysława Gomułkę, wzywając Polaków do wzięcia udziału w głosowaniu. W całym okresie PRL Kościół nie posunął się dobrowolnie tak daleko we wspieraniu akcji politycznej organizowanej przez władze komunistyczne, a tym samym w akceptacji komunistycznego systemu politycznego.
Odnośnie do Polski Ludowej Prymas był przekonany, że socjalistyczna Polska funkcjonuje w określonych realiach geopolitycznych i nie może obyć się pod tym względem bez funkcjonowania PZPR. Wielokrotnie zwracał on uwagę, że „w tym ustroju musi istnieć jakaś partia”. Uważał, że należy dążyć do zmian pokojowych. W swoich „Pro memoria” stwierdzał „Uważam nawet, że w takiej sytuacji w jakiej znalazł się Naród trzeba unikać wszystkiego co mogłoby doprowadzić do krwawych porachunków wewnętrznych i do interwencji obcej. Wolę utrzymywać, że interwencja obcych sił – tanków sowieckich jest możliwa – choćbym miał się omylić, niż narazić się na to by choć jeden chłopiec polski zginął, podniecony pewnością, że Moskale nie naruszą granic Polski”.
W 1958 doprowadził do obniżenia rangi dyplomatycznej ambasady polskiego rządu emigracyjnego przy Stolicy Apostolskiej.
W 1965 był jednym z inicjatorów wystosowania orędzia biskupów polskich do biskupów niemieckich. Wspierał działania posłów środowisk katolickich (Znak, „Pax” i ChSS) w Sejmie PRL. Konsultował z nimi wiele ważnych decyzji. Według Janusza Zabłockiego, działacza PZKS, a później PRON, w wygłoszonym we wrześniu 1958 kazaniu deklarował, że indyferentyzm, który przypływa do Polski z Zachodu jest przeciwnikiem znacznie bardziej groźnym od komunizmu.
30 maja 1965 nie uczestniczył w wyborach parlamentarnych do Sejmu ze względu na szykany władz wobec Kościoła (tworzenie trudności w nominacjach na stanowiska duchowne, utrudnianie wznoszenia budowli sakralnych czy też powoływanie kleryków do służby wojskowej). Za rządów Gomułki władze komunistyczne PRL w ramach represji odmawiały mu udzielenia paszportu do Włoch.
W trakcie zamieszek na Wybrzeżu w grudniu 1970 był zaniepokojony możliwością interwencji wojskowej w Polsce ze strony sił radzieckich i wschodnioniemieckich oraz, co za tym idzie, o zachowanie przez PRL nawet ograniczonej suwerenności. Nie widział możliwości przeciwstawienia się takiej interwencji i obawiał się bezużytecznego rozlewu polskiej krwi.
W 1972 dzięki jego długoletnim staraniom Watykan ostatecznie uznał granice zachodnie PRL i zawiesił stosunki dyplomatyczne z polskimi władzami na emigracji.
W 1976 premier Piotr Jaroszewicz złożył prymasowi życzenia z okazji 75. rocznicy urodzin, co było próbą poprawy stosunków państwa z Kościołem po stłumieniu przez władze PRL protestów robotniczych. Z tej okazji wręczył mu 75 róż.
Po raz pierwszy w 1971 został nominowany przez kanadyjskiego polityka, kardiologa i działacza polonijnego polskiego pochodzenia Stanleya Haidasza jako kandydat do Pokojowej Nagrody Nobla. 5 maja 1977 Ruch Obrony Praw Człowieka i Obywatela wystąpił do Komitetu Pokojowej Nagrody Nobla w parlamencie norweskim o przyznanie jej Wyszyńskiemu. Parlament norweski z przyczyn formalnych nie mógł rozpatrzyć tego wniosku. Wniosek o przyznanie mu Pokojowej Nagrody Nobla za 1978 wystosowała również Światowa Unia Chrześcijańskich Demokratów.

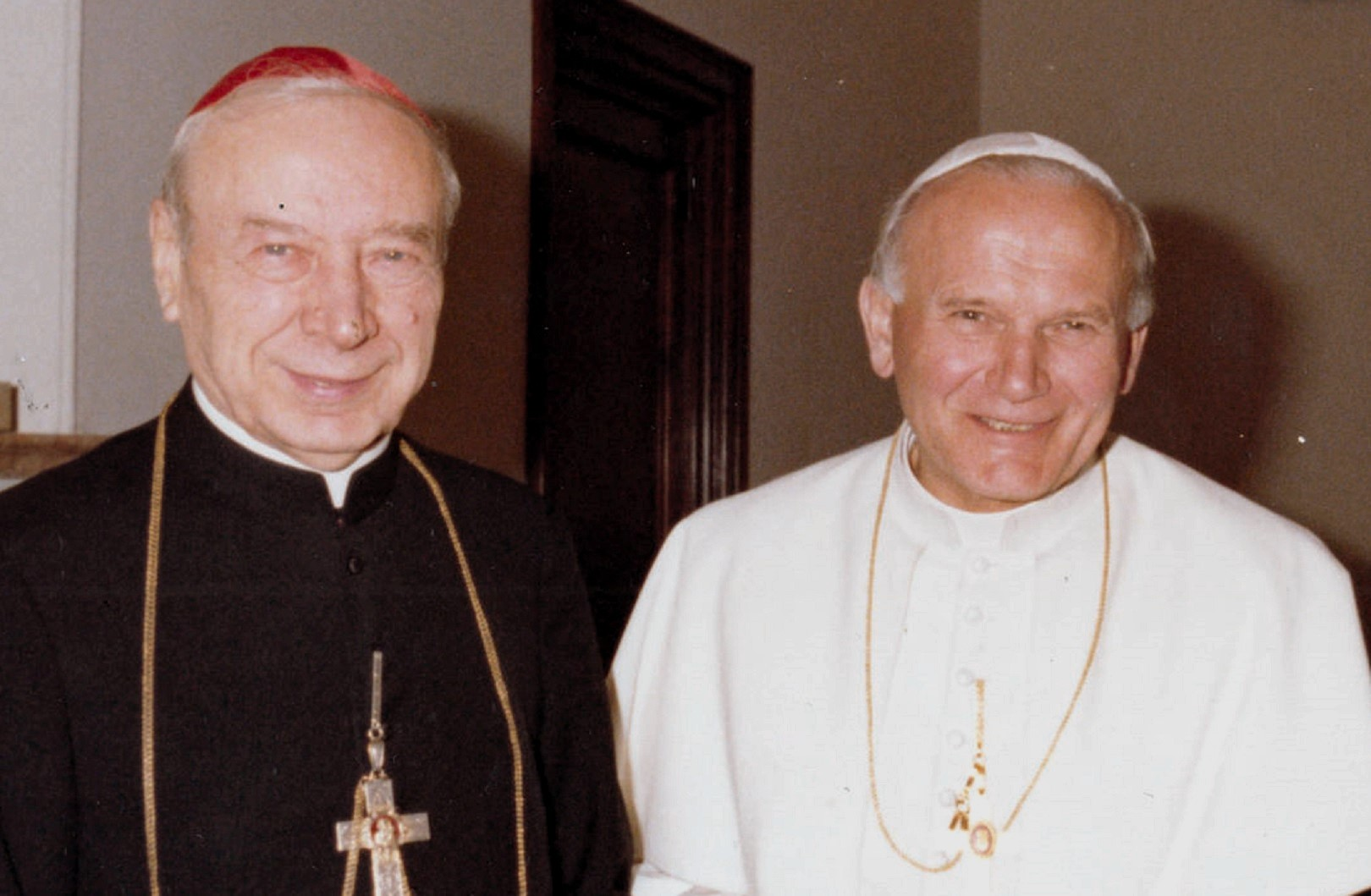
Kardynał Wyszyński i Jan Paweł II w październiku 1980

W czasie polskiego sierpnia 1980 w trosce o pokój i dobro narodu wzywał do rozwagi i odpowiedzialności. 26 sierpnia 1980 wygłosił na Jasnej Górze homilię w której wyłożył stanowisko Kościoła w stosunku do rodzącej się „Solidarności” (które spotkało się z rozczarowaniem strajkujących) mówiąc m.in.:

Uważam, że czasami niewiele trzeba wymagać, byleby w Polsce zapanował ład. Tym więcej, że żądania mogą być słuszne i na ogół są słuszne, ale nigdy nie jest tak, aby mogły być spełnione od razu, dziś. Ich wykonanie musi być rozłożone na raty. Trzeba więc rozmawiać: w pierwszym rzucie wykonamy żądania, które mają podstawowe znaczenie, w drugim rzucie następne. Takie jest prawo życia codziennego.

27 sierpnia ukazał się komunikat Rady Głównej Episkopatu Polski stwierdzający, że warunkiem pokoju społecznego jest poszanowanie niezbywalnych praw Narodu, a wśród nich prawa do zrzeszania się w związkach zawodowych. Ponadto komunikat ten stwierdzał m.in.:

Osiągnięte porozumienia, poparte odpowiednimi gwarancjami, powinny zakończyć strajki, aby normalne funkcjonowanie gospodarki narodowej i życia społecznego w pokoju stało się możliwe. Porozumienia powinny być dotrzymane przez obie strony w myśl zasady: Pacta sunt servanda.

Uważał, że strajk trzeba zakończyć i przystąpić do negocjacji z władzami.
W czasie wizyty delegacji robotników 7 września prymas wskazywał na czym powinni się skoncentrować w swojej aktywności społecznej związkowcy z “Solidarności”. Kardynał przestrzegał przed nadmiernym skupieniem się na rozgrywkach personalnych, wysuwaniem kolejnych żądań pod adresem władz i sugerował zwrócenie uwagi na odnowę społeczną i działania o charakterze organizacyjnym w kolejnych miesiącach. Prymas radził działaczom związkowym żeby kierowali się zasadami katolickiej nauki społecznej i zadbali o samokształcenie.
Prymas jednoznacznie zdefiniował stosunek kościoła do Solidarności również w jednym z wpisów w swoim dzienniku: “Popierając Solidarność należy bronić się przed rozszerzeniem zadań społeczno-gospodarczych na tereny polityczne”. Wyszyński, a za nim inni biskupi traktowali przemiany zapoczątkowane przez protestujących robotników jako element walki o odrodzenie moralne społeczeństwa. W przekonaniu prymasa należało unikać demagogii, zachować spokój i rozwagę w formułowaniu żądań. Jak oceniał prymas Lech Wałęsa nie jest w stanie tego zrobić i nie docenia wysiłku organizacyjnego: “Ruch stworzyć może, organizacji stworzyć nie umie, pomimo żeśmy się starali, żeby miał odpowiednich współpracowników i pomocników”.
W latach 1980–1981 pośredniczył w rozmowach między władzami PRL a Solidarnością. Dotyczyło to m.in. tzw. prowokacji bydgoskiej, kiedy to wzywał do umiarkowania niektórych członków Solidarności dążących do strajku generalnego. 24 września 1980 została reaktywowana tzw. Komisja Wspólna przedstawicieli Episkopatu Polski i rządu prowadząca rozmowy, którym on przewodniczył, omawiając w tym okresie problemy społeczne m.in. ze Stanisławem Kanią czy Wojciechem Jaruzelskim.
Wyszyński był też przeciwko bezpośredniej działalności politycznej księży. Zwracał uwagę, że we współpracę ze związkiem nie powinni angażować się duchowni: “Kładę nacisk na to żeby księża nie dali się wciągnąć w napięcia polityczne, które w dużym stopniu potęguje KOR”.
O tym, że prymas nie chciał by kościół występował tylko po jednej stronie konfliktu świadczy fakt, że mimo kilkukrotnie ponawianych zaproszeń na uroczystość poświęcenia pomnika Ofiar Grudnia 1970 roku nie zdecydował się wziąć w niej udziału. Uważał iż nie może być tylko „prymasem stoczniowców”.

## Ostatnie lata

### Choroba i śmierć
W połowie marca 1981 u Wyszyńskiego rozpoznano chorobę nowotworową. Mimo starań lekarzy nie dało się zahamować jej rozwoju. 16 maja 1981 prymas przyjął sakrament namaszczenia chorych. Po przyjęciu sakramentu zwrócił się do zebranych przy łóżku, nawiązując m.in. do zamachu na życie papieża Jana Pawła II, który miał miejsce 13 maja:

Uważam, że powinienem dzielić dolę Ojca Świętego, który wprawdzie później, ale włączył się w moje cierpienia.

22 maja 1981 ostatni raz wystąpił publicznie, otwierając obrady Rady Głównej Episkopatu Polski. Zmarł 28 maja o godzinie 4:40. W oficjalnym komunikacie Rady Głównej Episkopatu Polski podano, że przyczyną śmierci był „rozsiany proces nowotworowy jamy brzusznej o wybitnej złośliwości i szybkim postępie”. Tego samego dnia zebrała się Komisja Wspólna Przedstawicieli Rządu i Episkopatu. Przedstawiciele rządu wręczyli zastępcy przewodniczącego Konferencji Episkopatu Polski kard. Franciszkowi Macharskiemu list kondolencyjny do Episkopatu od władz państwowych. Na posiedzeniu Komisji Wspólnej podjęto decyzję o ogłoszeniu żałoby narodowej od 28 do 31 maja. W dniu śmierci prymasa nadeszła do Polski depesza kondolencyjna od przechodzącego rehabilitację po zamachu papieża Jana Pawła II. Papież odprawił również mszę za duszę prymasa w swoim szpitalnym pokoju, zaś w kościele Najświętszej Maryi Panny na Zatybrzu, tytularnym kościele zmarłego, odprawiona została msza żałobna pod przewodnictwem kard. Władysława Rubina. 28 maja wieczorem przeniesiono ciało zmarłego z Domu Arcybiskupów Warszawskich przy ul. Miodowej do kościoła seminaryjnego Wniebowzięcia Najświętszej Maryi Panny i św. Józefa Oblubieńca przy Krakowskim Przedmieściu, gdzie następnie odprawiona została msza żałobna pod przewodnictwem kard. Macharskiego.

### Uroczystości pogrzebowe

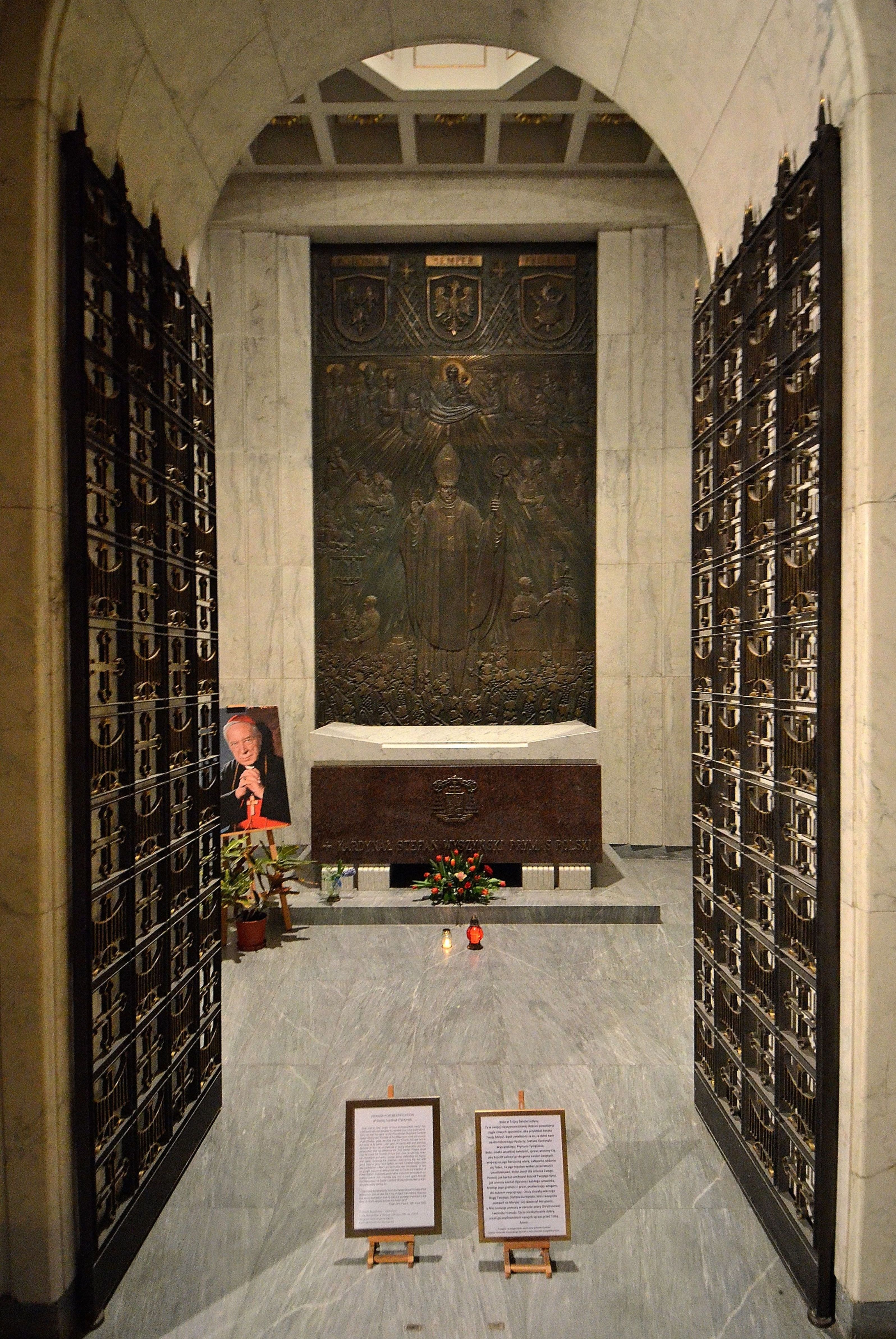
Kaplica-mauzoleum z sarkofagiem kardynała Stefana Wyszyńskiego w bazylice archikatedralnej św. Jana Chrzciciela w Warszawie

Pogrzeb prymasa, nazywany także królewskim, zgromadził w stolicy tysiące ludzi, zarówno wierzących, jak i niewierzących.
Uroczystości pogrzebowe, którym przewodniczył sekretarz Stanu Watykanu kard. Agostino Casaroli odbyły się 31 maja. Ceremonia rozpoczęła się liturgią żałobną w kościele seminaryjnym przy Krakowskim Przedmieściu, z którego następnie ruszył kondukt żałobny z udziałem delegacji oficjalnych kościelnych i świeckich oraz tłumów ludzi. W delegacji Stolicy Apostolskiej uczestniczyli: kard. Agostino Casaroli, kard. Władysław Rubin, abp Luigi Poggi, nuncjusz apostolski do Specjalnych Poruczeń oraz księża prałaci Juliusz Paetz i Janusz Bolonek. Wśród zagranicznych dostojników kościelnych znaleźli się, m.in.: kardynałowie Joseph Höffner (arcybiskup Kolonii), Roger Etchegaray (arcybiskup Marsylii), Marco Cé (patriarcha Wenecji), Tomás Ó Fiaich (arcybiskup Armagh, prymas Irlandii), John Krol (arcybiskup Filadelfii), John Cody (arcybiskup Chicago), Franz König (arcybiskup Wiednia), László Lékai (arcybiskup Esztergom, prymas Węgier), Johannes Willebrands (arcybiskup Utrechtu), František Tomášek (arcybiskup Pragi) oraz Joseph Ratzinger (arcybiskup Monachium i Freising), a także przedstawiciele innych Kościołów chrześcijańskich, m.in.: metropolita warszawski i całej Polski, zwierzchnik Polskiego Autokefalicznego Kościoła Prawosławnego Bazyli, ks. superintendent Kościoła Ewangelicko-Metodystycznego, przewodniczący Polskiej Rady Ekumenicznej Witold Benedyktowicz, ks. senior diecezji warszawskiej Kościoła Ewangelicko-Augsburskiego Jan Walter oraz zwierzchnik Kościoła Polskokatolickiego bp Tadeusz Majewski. Na czele oficjalnej delegacji władz Polskiej Rzeczypospolitej Ludowej stał przewodniczący Rady Państwa Henryk Jabłoński, a towarzyszyli mu: marszałek Sejmu Stanisław Gucwa oraz członkowie Rady Państwa, Rady Ministrów i inni wysocy urzędnicy państwowi, m.in. Kazimierz Barcikowski, Jerzy Ozdowski, Mieczysław Rakowski, Józef Czyrek. Na czele delegacji NSZZ „Solidarność” stał przewodniczący Związku Lech Wałęsa.
Kondukt żałobny doszedł do placu Zwycięstwa, gdzie odbyła się msza święta pod przewodnictwem kard. Casarolego, który wygłosił przemówienie w języku polskim. Następnie kard. Macharski odczytał homilię papieża Jana Pawła II oraz wygłosił własną homilię. Na zakończenie mszy przemówienie wygłosił wikariusz kapitulny archidiecezji warszawskiej bp Władysław Miziołek. Z placu Zwycięstwa kondukt ruszył do bazyliki archikatedralnej św. Jana Chrzciciela, gdzie odbyła się ostatnia część ceremonii pogrzebowej. Biskup Jerzy Modzelewski odczytał testament napisany przez prymasa na Jasnej Górze 15 sierpnia 1969, w którym napisał on m.in.:

Kościołowi w Polsce służyłem według najlepszego mojego zrozumienia jego sytuacji i potrzeb. Chciałem obronić Kościół przed zaprogramowaną ateizacją…, przed nienawiścią społeczną..., przed rozwiązłością… Uważam sobie za łaskę, że mogłem z pomocą Episkopatu Polski przygotować Naród przez Wielką Nowennę, Śluby Jasnogórskie, Akt Oddania Narodu Bogurodzicy w macierzyńską niewolę miłości i społeczną krucjatę miłości – na nowe millenium. Gorąco pragnę, by Naród polski pozostał wierny tym zobowiązaniom.

Trumna z ciałem prymasa została umieszczona na kamiennym sarkofagu w podziemiach archikatedry. Po przejściu przed trumną delegacji oficjalnych opuszczono ją do sarkofagu, nad którym zasunięto płytę z napisem: „Kardynał Stefan Wyszyński Prymas Polski”. Przez następne godziny przed sarkofagiem przeszły tysiące osób chcących oddać ostatni hołd prymasowi.
W 1986 sarkofag prymasa został przeniesiony z Krypty Arcybiskupów w podziemiach do poświęconej mu kaplicy, znajdującej się w lewej, północnej nawie świątyni. Nad sarkofagiem znajduje się płyta ilustrująca historię życia prymasa – od seminarium, przez pracę duchownego, walkę w oddziałach powstańczych aż do spotkania z Karolem Wojtyłą podczas jego ingresu papieskiego. Kaplica znacznie odróżnia się stylem od pozostałego wnętrza kościoła.

## Związki z Karolem Wojtyłą

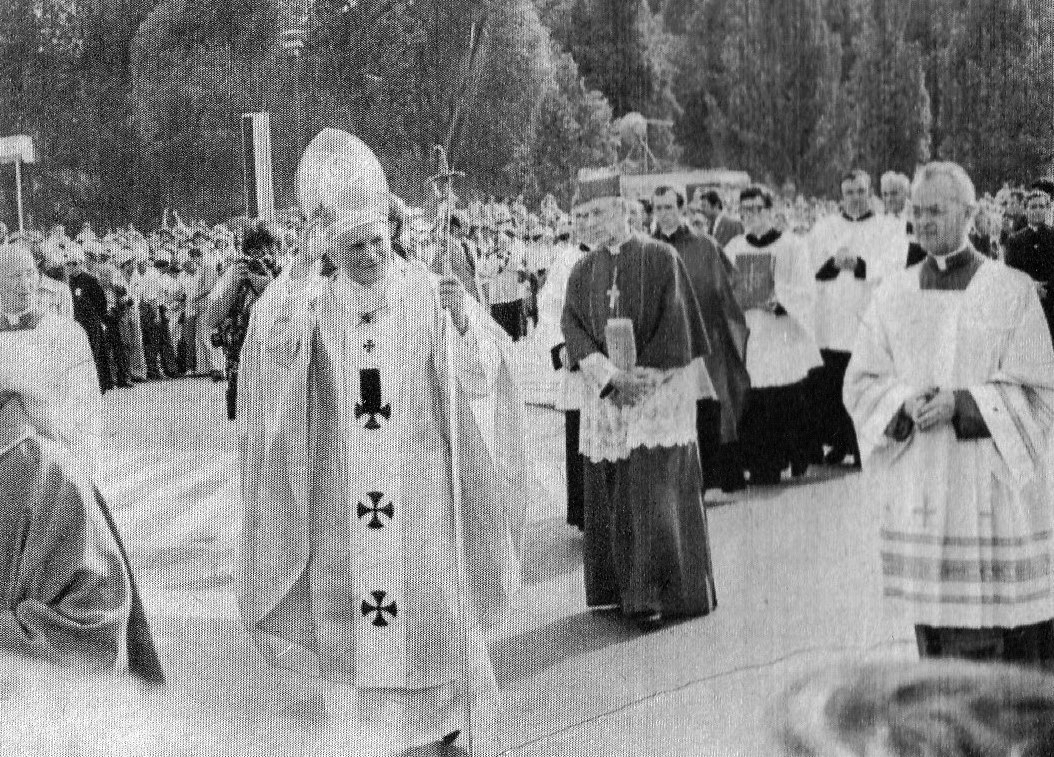
Jan Paweł II i kard. Stefan Wyszyński podczas pierwszej podróży apostolskiej Ojca św. do Polski w drodze na plac Zwycięstwa w Warszawie, 2 czerwca 1979

W 1958 prymas wnioskował do Stolicy Apostolskiej o powołanie na biskupa pomocniczego krakowskiego ks. Karola Wojtyłę.
22 października 1978 uczestniczył w inauguracji pontyfikatu Jana Pawła II. Przystąpił do homagium, czyli uroczystego złożenia hołdu nowemu papieżowi przez kardynałów. Gdy prymas Wyszyński całował papieża w pierścień, Jan Paweł II na znak szacunku dla Wyszyńskiego uniósł się z tronu, ucałował go w rękę i uścisnął. Następnego dnia (23 października) podczas spotkania papieża z przybyłymi do Rzymu Polakami w auli Pawła VI, doszło do podobnego zdarzenia w którym obaj objęli się w długim uścisku, po którym Jan Paweł II powiedział m.in.:

Nie byłoby na Stolicy Piotrowej tego Papieża Polaka, który dziś pełen bojaźni Bożej, ale i pełen ufności rozpoczyna nowy pontyfikat, gdyby nie było Twojej wiary, nie cofającej się przed więzieniem i cierpieniem. Twojej heroicznej nadziei, Twego zawierzenia bez reszty Matce Kościoła, gdyby nie było Jasnej Góry i tego całego okresu dziejów Kościoła w Ojczyźnie naszej, które związane są z Twoim biskupim i prymasowskim posługiwaniem.

Ponadto w pisanej przez siebie Autobiografii Jan Paweł II napisał:

Nie zapomnę słów, które w dniu 16 października – w dniu świętej Jadwigi Śląskiej – wypowiedział do mnie w momencie, gdy zbliżała się decyzja konklawe: „Jeśli wybiorą, proszę nie odmawiać”. Bardzo mi wówczas dopomógł Prymas Tysiąclecia. Mogłem odpowiedzieć na pytanie zadane mi po wyborze: „przyjmuję”.

Po wyborze papieża Jana Pawła II włączył się czynnie w rozmowy z rządem w celu możliwości historycznego pierwszego przyjazdu papieża do Polski. W wyniku tych rozmów oraz zgody rządu na ten przyjazd, wystosował 22 lutego 1979 list Konferencji Episkopatu Polski do papieża, zapraszający go do odwiedzenia ojczyzny. 9 marca tegoż roku stanął na czele Komitetu Honorowego dla przygotowania tej wizyty, która doszła ostatecznie do skutku w dniach 2–10 czerwca 1979.
Jan Paweł II wspomina prymasa w swoim testamencie słowami:

Kiedy w dniu 16 października 1978 konklawe kardynałów wybrało Jana Pawła II, Prymas Polski kard. Stefan Wyszyński powiedział do mnie: „Zadaniem nowego papieża będzie wprowadzić Kościół w Trzecie Tysiąclecie”. Nie wiem, czy przytaczam to zdanie dosłownie, ale taki z pewnością był sens tego, co wówczas usłyszałem. Wypowiedział je zaś Człowiek, który przeszedł do historii jako Prymas Tysiąclecia. Wielki Prymas. Byłem świadkiem Jego posłannictwa, Jego heroicznego zawierzenia. Jego zmagań i Jego zwycięstwa. „Zwycięstwo, kiedy przyjdzie, będzie to zwycięstwo przez Maryję” – zwykł był powtarzać Prymas Tysiąclecia słowa Swego Poprzednika kard. Augusta Hlonda.

## Obrona praw człowieka, narodu i Kościoła
Treść tej sekcji może nie być zgodna z zasadami neutralnego punktu widzenia.
Dokładniejsze informacje o tym, co należy poprawić, być może znajdują się w dyskusji tej sekcji.
 Po wyeliminowaniu niedoskonałości należy usunąć szablon {{Dopracować}} z tej sekcji.
Był osobistością oraz charyzmatycznym przywódcą Kościoła katolickiego w Polsce XX wieku. Niezłomność zasad, mająca swoje korzenie w głębi wiary chrześcijańskiej, wynikała z wewnętrznego przekonania służebności wobec Kościoła powszechnego. Ponadto elastyczność działania, umiejętność przewidywania czy wyobraźnia pozwoliły mu zyskać autorytet wśród społeczeństwa i ówczesnych rządzących oraz hierarchów Kościoła z papieżem włącznie. Wielogodzinne rozmowy i korespondencja z rządzącymi, umiejętność prowadzenia negocjacji oraz kompromisy prowadziły do wyboru przez niego linii działania uwzględniającej prawa człowieka, narodu oraz Kościoła.
Dla Stolicy Apostolskiej był znawcą losów Kościoła w krajach Europy Środkowo-Wschodniej. Inicjował wiele przedsięwzięć wobec katolików w krajach ościennych, m.in. w Czechosłowacji czy Niemieckiej Republice Demokratycznej. Ponadto poprzez specjalne przywileje udzielone przez Stolicę Apostolską, mógł bezpośrednio wpływać na obsadzanie ordynariuszy i biskupów pomocniczych w Polsce.
Liczne wystąpienia, kazania, przemówienia, obszerna spuścizna literacka czy podjęte inicjatywy często dotyczyły obrony praw człowieka, często łamanych w okresie PRL. W jednej z homilii dotyczących m.in. tego zagadnienia, wygłoszonej 24 lipca 1977 w Warszawie stwierdził:

Człowiek, którego widzę, to wielki świat woli, myśli, pragnień, dążeń i ambicji. To jest żywy człowiek! Ogromna pozycja wszystkich możliwości. Nie wolno zagubić człowieka w tłumie. Trzeba go eksponować. (…) Trzeba widzieć człowieka całego, aby ani myślą, ani sercem, ani pogardą nie odtrącać go od siebie. Trzeba delikatnie chodzić koło każdego człowieka, niemalże na palcach, bo to „punkt” napełniony przez Stwórcę wszystkimi wartościami, pochodzącymi od Niego. On pewnie wie, dokąd idzie. Możemy drogę jego obserwować lub też oceniać, ale istotowo biorąc, według praw tego człowieka, musimy uszanować jego drogę i zamierzenia. Może socjologia i pedagogika ukierunkowywać dążenia człowieka, ale nie może odmówić mu prawa do obierania sobie kierunku życiowego.

Prymas wielokrotnie podejmował podczas swoich licznych homilii również temat obrony praw narodu – Polski i Polaków, odwołując się często do: sumienia, moralności, rzetelności w pracy, rodziny czy też dziedzictwa narodowego. Podczas jednego z takich wystąpień, wygłoszonego podczas uroczystości Objawienia Pańskiego 6 stycznia 1981 w Warszawie powiedział m.in.:

Glebę uprawia się bowiem nie tylko przez nawóz, ale przez miłość – przez wielką miłość do ziemi ojczystej i do wszystkiego, co ją stanowi. Dlatego człowiek odnosi się z ogromnym szacunkiem do swojej przeszłości, stara się ją poznać, ocenić, zrozumieć, uważa ją za swoje własne dziedzictwo, którego zdradzić nie wolno. Trzeba się tego dziedzictwa trzymać sercem i pazurami, jak trzymał się ongiś Drzymała czy Reymontowski Boryna, umierający na swych zagonach, jak trzyma się żołnierz w okopie, lekarz przy łóżku konającego, kapłan wśród nędzy, siwiejący mąż nauki przy swoim biurku zawalonym papierami, górnik na dnie kopalni, hutnik, stoczniowiec, każdy uczciwy człowiek, kierujący się prawym sumieniem i dobrą wolą. W ten sposób, Najmilsi, powstaje świadomość służby społecznej i kształtuje się więź wspólnoty narodowej – tak, iż nikt nie czuje się wtedy kimś obcym w swojej Ojczyźnie. Wszystko nas interesuje, wszystko jest dla nas drogie i cenne. Jakże ważna jest świadomość, że jesteśmy na służbie temu Narodowi, który przez całe wieki przygotował nam ojczystą ziemię, na której wypada nam dzisiaj żyć.

Bardzo istotnym tematem poruszanym przez niego była obrona praw chrześcijańskiej Europy poprzez obronę praw Kościoła. Podczas zagranicznego wystąpienia do katolików niemieckich, wygłoszonego w Kolonii 22 września 1978 powiedział on m.in.:

Europa musi dostrzec ponownie, że jest ona nowym Betlejem – dla świata, dla ludów i narodów – z którego wywodzi się na świat Król i Książę Pokoju, jedyny dotychczas Zbawca Rodziny ludzkiej. Wśród współczesnych wojen i wieści o wojnach, Europa – która otrzymała przez Kościół Powszechny pokój, jakiego świat nie jest zdolny nam dać – nie może nadal być poligonem dla doświadczeń wojennych czy też samoudręki ludów i narodów. Współcześnie narody na innych kontynentach świata boją się europejskich polityków i dyplomatów, którzy zamiast słów pokoju niosą im nieustannie przedsmak wojen, boją się naszych przemysłowców i handlowców, którzy zamiast chleba powszedniego przynoszą im śmiercionośną produkcję wojenną, a nawet boją się naszych turystów, którzy niosą im demoralizację życia.

## Opinie krytyczne
Według opinii polsko-amerykańskiego socjologa i historyka Jana Tomasza Grossa Wyszyński przejawiał postawy antysemickie, ale równocześnie pojawiły się relacje, które m.in. według historyka i politologa Pawła Skibińskiego, świadczą, że podczas Holokaustu pomagał on Żydom. W latach 1932–1939, będąc redaktorem naczelnym miesięcznika „Ateneum Kapłańskie”, zatwierdzał do druku teksty Józefa Pastuszki, które chwaliły pewne aspekty rasizmu i faszyzmu. W lipcu 1946, po pogromie kieleckim, na spotkaniu z inicjatywy Centralnego Komitetu Żydów Polskich odmówił zajęcia oficjalnego stanowiska w tej sprawie. Według odpisu notatki z tego wydarzenia Wyszyński miał radzić również Żydom, że lepiej by dla nich było „gdyby wynieśli się w ogóle z Polski, np. do Palestyny, albo zakupili dla siebie jakąś kolonię czy wyspę”. Wiarygodność tych słów podawana jest w wątpliwość przez Krzysztofa Kosińskiego z Instytutu Historii PAN.
W 1981 pisał o portugalskiej dyktaturze Antoniego Salazara jako o „pokojowej rewolucji”: 

Był polityk, który prowadził tak zwaną rewolucję pokojową. Nazywał się Salazar. Przez wiele, wiele lat kierował swoim państwem, Portugalią. Doprowadził do tego, że jego kraj ciągle niespokojny, pełen najrozmaitszych gwałtów i przemocy, stał się krajem pokoju i dobrobytu. Dlatego nazwano jego metodę „rewolucją pokojową”. Za jego rządów wszystko odmieniło się ku lepszemu. Odmienili się ludzie, ich dobre wole, serca i umysły”.

Mimo że opierała się ona na rządach terroru, a portugalski aparat policyjny stosował tortury wobec przeciwników politycznych, twierdził, że Portugalia za rządów Salazara „stała się krajem pokoju i dobrobytu”. Władający przed Salazarem radykalni republikanie nie potrafili zapewnić stabilności demokracji, bezpieczeństwa w kraju oraz rozwoju gospodarczego.

## Tablica przodków
| Tablica rodowodowa                                                         |                                                                                  |                                                                                  |                                                                                       |                                                                                  |                                                                                  |                                                                                  |                                                                                  |                                                                                  |
| Prapradziadkowie                                                           | Kazimierz Wyszyński (1779–12.04.1831) Wiktoria Kozłowska (?–?)                   | Piotr Ciubak (Czubak) (1800–31.05.1840) Agnieszka Cyran (1797–31.01.1860)        | Stanisław Powierża (1801–15.03.1868) Barbara Wojciechowska (Kujawa) (~1809–4.10.1876) | Jan Dybkowski (~1791–4.07.1856) Marianna Kuczyńska (~1775–17.01.1857)            | Stefan Karp (~1767–13.06.1837) Rozalia Pióro (?–?)                               | Józef Kulesza (20.03.1778–?) Marianna Bralewska (30.04.1780–?)                   | Marcin Giziewicz (?–?) Agnieszka Jaworska (1806–1874)                            | Piotr Piekarski (1791–2.05.1868) Salomea Owsianka (1791–23.05.1857)              |
| Pradziadkowie                                                              | Wojciech Wyszyński (10.04.1822–1897) Marianna Ciubak (1820–?)                    | Wojciech Wyszyński (10.04.1822–1897) Marianna Ciubak (1820–?)                    | Józef Powierża (1828–1884) Marianna Dybkowska (1827–1883)                             | Józef Powierża (1828–1884) Marianna Dybkowska (1827–1883)                        | Gabriel Karp (17.03.1811–1887) Franciszka Kulesza (09.10.1812–25.01.1881)        | Gabriel Karp (17.03.1811–1887) Franciszka Kulesza (09.10.1812–25.01.1881)        | Stanisław Giziewicz (?–?) Katarzyna Piekarska (1826–1886)                        | Stanisław Giziewicz (?–?) Katarzyna Piekarska (1826–1886)                        |
| Dziadkowie                                                                 | Piotr Wyszyński (8.05.1851–?) Katarzyna Powierza (1854–1940)                     | Piotr Wyszyński (8.05.1851–?) Katarzyna Powierza (1854–1940)                     | Piotr Wyszyński (8.05.1851–?) Katarzyna Powierza (1854–1940)                          | Piotr Wyszyński (8.05.1851–?) Katarzyna Powierza (1854–1940)                     | Adam Karp (4.08.1850–?) Aniela Giziewicz (1853–1888)                             | Adam Karp (4.08.1850–?) Aniela Giziewicz (1853–1888)                             | Adam Karp (4.08.1850–?) Aniela Giziewicz (1853–1888)                             | Adam Karp (4.08.1850–?) Aniela Giziewicz (1853–1888)                             |
| Rodzice                                                                    | Stanisław Wyszyński (1.04.1876–15.02.1970) Julianna Karp (27.09.1877–31.10.1910) | Stanisław Wyszyński (1.04.1876–15.02.1970) Julianna Karp (27.09.1877–31.10.1910) | Stanisław Wyszyński (1.04.1876–15.02.1970) Julianna Karp (27.09.1877–31.10.1910)      | Stanisław Wyszyński (1.04.1876–15.02.1970) Julianna Karp (27.09.1877–31.10.1910) | Stanisław Wyszyński (1.04.1876–15.02.1970) Julianna Karp (27.09.1877–31.10.1910) | Stanisław Wyszyński (1.04.1876–15.02.1970) Julianna Karp (27.09.1877–31.10.1910) | Stanisław Wyszyński (1.04.1876–15.02.1970) Julianna Karp (27.09.1877–31.10.1910) | Stanisław Wyszyński (1.04.1876–15.02.1970) Julianna Karp (27.09.1877–31.10.1910) |
| Błogosławiony kard. Stefan Wyszyński, prymas Polski (3.08.1901–28.05.1981) |                                                                                  |                                                                                  |                                                                                       |                                                                                  |                                                                                  |                                                                                  |                                                                                  |                                                                                  |

## Proces beatyfikacyjny
Z inicjatywy jego następcy oraz osobistego sekretarza, prymasa Polski kard. Józefa Glempa, podjęto w 1988 starania celem wyniesienia go na ołtarze. Konferencja Episkopatu Polski obradująca na Jasnej Górze w dniach 2–3 maja 1988 wydała pozytywną opinię o rozpoczęciu procesu jego beatyfikacji. 12 października 1988 postulatorem procesu diecezjalnego został mianowany ks. Jerzy Mrówczyński CR, a 15 października 1988 wicepostulatorem został były kapelan zmarłego prymasa, ks. Bronisław Piasecki. Stolica Apostolska 26 kwietnia 1989 wyraziła zgodę tzw. nihil obstat na rozpoczęcie tego procesu. 14 maja 1989, dekretem prymasa Glempa, mianowano trybunał beatyfikacyjny w następującym składzie:
- kard. Józef Glemp – przewodniczący trybunału
- o. Gabriel Bartoszewski OFMCap. – promotor sprawiedliwości
- bp Stanisław Kędziora – członek trybunału
- ks. Grzegorz Kalwarczyk – członek trybunału
- ks. dr Andrzej Gałka – członek trybunału
- ks. Andrzej Tokarski – notariusz procesu

20 maja 1989 w warszawskiej archikatedrze św. Jana Chrzciciela został rozpoczęty proces jego beatyfikacji na szczeblu diecezjalnym przez kard. Glempa. Odtąd przysługiwał mu tytuł sługi Bożego. 17 listopada 1989 rozpoczął się równoległy proces rogatoryjny przez kard. Glempa, który w archidiecezji gnieźnieńskiej powołał trybunał diecezjalny w następującym składzie:
- ks. Tadeusz Hanelt – delegat biskupa
- ks. Stefan Fiutak – promotor sprawiedliwości
- ks. Andrzej Szczepaniak – notariusz aktuariusz
- ks. Andrzej Błaszczak – notariusz adiunkt
- br. Marian Markiewicz – kursor

Podobny proces rogatoryjny został ustanowiony w archidiecezji paryskiej, który toczył się w okresie od 25 stycznia 1990 do 2 października 1990. Następnie Glemp powołał 1 października 1993 komisję historyczną w następującym składzie:
- ks. Andrzej Santorski – członek komisji
- ks. Janusz Strojny – członek komisji
- ks. Bronisław Kaczmarek – członek komisji
- ks. Janusz Kania – członek komisji
- ks. Ireneusz Borawski – członek komisji

6 lutego 2001 w archikatedrze warszawskiej zakończył się diecezjalny etap tego procesu, w którym odbyło się 289 sesji, w ramach których przesłuchano 59 świadków. Następnie akta zostały przesłane 27 kwietnia 2001 do Kongregacji Spraw Kanonizacyjnych, która 8 lutego 2002 wydała dekret o ważności procesu diecezjalnego. Postulatorem generalnym 13 marca 2001 został mianowany ks. dr Marian Rola, następnie od 6 września 2003 został nim ks. dr Marek Stępień, po czym 24 listopada 2010 został nim o. Zbigniew Suchecki OFMconv.
Od marca 2012 do maja 2013 w archidiecezji szczecińsko-kamieńskiej toczył się diecezjalny proces o domniemane uzdrowienie za jego wstawiennictwem mieszkanki Szczecina, zakonnicy s. Nulli Lucyny Garlińskiej CSDC, u której rozpoznano raka tarczycy (w jej gardle zdiagnozowano guz wielkości 5 cm).
24 listopada 2015 złożono tzw. positio w Kongregacji Spraw Kanonizacyjnych. 26 kwietnia 2016 komisja teologiczna w Rzymie jednomyślnie uznała heroiczność jego cnót, a 12 grudnia 2017 uczynili to kardynałowie i biskupi z Kongregacji Spraw Kanonizacyjnych. 18 grudnia 2017 dekret o heroiczności cnót podpisał papież Franciszek. Od tej pory przysługiwał mu tytuł Czcigodnego Sługi Bożego. 29 listopada 2018 konsylium lekarskie Kongregacji Spraw Kanonizacyjnych zatwierdziło cud za jego wstawiennictwem, a 2 października 2019 papież Franciszek podpisał dekret zatwierdzający ten cud, jakim było uzdrowienie chorej na nowotwór tarczycy, co otworzyło drogę do jego beatyfikacji.
21 października 2019 metropolita warszawski Kazimierz Nycz ogłosił, że beatyfikacja odbędzie się 7 czerwca 2020 na placu Piłsudskiego w Warszawie, ale 28 kwietnia 2020 została ona zawieszona w związku z panującą pandemią COVID-19, po czym 23 kwietnia 2021 wyznaczono nową datę. Beatyfikacja odbyła się 12 września 2021 w świątyni Opatrzności Bożej w Warszawie wraz z beatyfikacją Czcigodnej Służebnicy Bożej s. Róży Czackiej FSK, a uroczystościom w imieniu papieża Franciszka przewodniczył kard. Marcello Semeraro – prefekt Kongregacji Spraw Kanonizacyjnych. Na uroczystość beatyfikacji skomponowano specjalny hymn na chór i orkiestrę Soli Deo do muzyki ks. Wiesława Kądzieli i słów bp. Józefa Zawitkowskiego. Ponadto na uroczystość tę przygotowano specjalny relikwiarz, w który wkomponowano jego oryginalny rękopis Aktu osobistego oddania się Matce Bożej i stylizowany Obraz Matki Boskiej Częstochowskiej, wykonany przez artystę Mariusza Drapikowskiego.

### Dzień obchodów i patron
Jego wspomnienie liturgiczne zostało wyznaczone na dzień 28 maja (dies natalis). 27 września 2021 został ogłoszony patronem kaplicy w Archidiecezjalnym Domu Księży Seniorów w Gnieźnie. Od 28 maja 2022 został patronem miejscowości Legionowo. Jego kaplica znajduje się również w Sanktuarium św. Józefa we Włocławku
W grudniu 2021 Konferencja Episkopatu Polski poinformowała o decyzji Kongregacji ds. Kultu Bożego i Dyscypliny Sakramentów, by dzień wspomnienia liturgicznego obowiązywał we wszystkich polskich diecezjach jako wspomnienie dowolne.
28 maja 2022 na Jasnej Górze do kaplicy Matki Bożej wprowadzone zostały jego relikwie. Relikwiarz ma kształt kardynalskiego herbu i jest w nim zamknięty w szklanej płytce mikroskopowej materiał z elementami jego krwi.

## Publikacje
| Rok  | Tytuł |
| 1928 | Katolicyzm, kapitalizm, socjalizm. List pasterski biskupów austrjackich |
| 1930 | Dzieło kardynała Ferrari. Ideały i prace społeczno-apostolskie |
| 1930 | Z życia i prac Katolickiego Uniwersytetu w Medjolanie |
| 1931 | Główne typy Akcji Katolickiej zagranicą. IX Tydzień Społeczny Stowarzyszenia Katolickiej Młodzieży Akademickiej Odrodzenie w Lublinie od 20-tego do 26-tego sierpnia 1930 roku |
| 1932 | Mąż stanu w sutannie |
| 1933 | Główne podstawy przebudowy ustroju społecznego (referat wygłoszony na otwarciu Ch. U. R. dnia 8. X. 1933 r.)                                                                   |
| 1933 | Obowiązki ciążące na własności według nauki papieży |
| 1936 | Nowy najazd komunizmu na Polskę |
| 1936 | Jak uchrześcijanić handel dewocjonaliami? |
| 1937 | Przemiany moralno-religijne pod wpływem bezrobocia |
| 1937 | Pius XI o walce z komunizmem |
| 1937 | Katolicki program walki z komunizmem |
| 1938 | Zasięg i charakter zainteresowań katolickiej myśli społecznej |
| 1938 | Stanowisko i zadania duszpasterza wobec współczesnych ruchów społecznych |
| 1938 | Źródło mocy Akcji Katolickiej |
| 1939 | Inteligencja w straży przedniej komunizmu |
| 1939 | Pius XI na przełomie dziejów |
| 1945 | Stolica Apostolska a świat powojenny |
| 1946 | List pasterski J.E. Ks. Bpa Dra Stefana Wyszyńskiego do duchowieństwa diecezji lubelskiej na dzień swej konsekracji                                                            |
| 1946 | List pasterski Stefana Wyszyńskiego do duchowieństwa i wiernych diecezji lubelskiej na dzień ingresu do Katedry Lubelskiej                                                     |
| 1946 | Pamięci 245 kapłanów diec. włocławskiej. Przemówienie żałobne w Bazylice Katedralnej, dnia 1.XII.1945 r.                                                                       |
| 1946 | List pasterski na dzień poświęcenia Narodu Polskiego Niepokalanemu Sercu Maryi                                                                                                 |
| 1947 | O chrześcijańskim wyzwoleniu człowieka. List pasterski |
| 1947 | Katolicki Uniwersytet Lubelski: „Deo et Patriae” |
| 1947 | O katolickiej woli życia. List pasterski |
| 1947 | Chrystus społecznik |
| 1948 | Statut Rad Parafialnych oraz dekret |
| 1953 | W świetle faktów |
| 1955 | Duch pracy ludzkiej. Konferencje o pracy (przedruk z wydania Księgarni Powszechnej, Włocławek, 1946.)                                                                          |
| 1956 | Do duchowieństwa i ludu bożego z okazji powrotu do stolicy i świąt Bożego Narodzenia                                                                                           |
| 1957 | Wypełniamy Jasnogórskie Śluby Narodu. Czytania na maj |
| 1957 | Musimy uwierzyć w ojcostwo boże. Przemówienie do pielgrzymów na Jasnej Górze 26 sierpnia 1957                                                                                  |
| 1957 | Oto ja służebnica pańska. Przemówienie do kobiet na Jasnej Górze 15 września 1957                                                                                              |
| 1957 | Do młodzieży akademickiej |
| 1957 | Nie pozwolimy znieważać naszych świętości. Pożegnanie pielgrzymki warszawskiej w Kościele O.O. Paulinów w Warszawie 6 sierpnia 1957                                            |
| 1958 | Modlitewnik alumna |
| 1958 | Konferencje Prymasa Polski do młodzieży akademickiej |
| 1958 | Królowa Polski u akademików, 11.XI.1957 r. |
| 1958 | W obronie nienarodzonych dzieci. Komentarz Prymasa Polski do przyrzeczenia zawartego w Ślubach Narodu „Przyrzekamy, że odtąd wszyscy staniemy na straży budzącego się życia”   |
| 1958 | Jesteście potrzebne narodowi i kościołowi. Konferencja wygłoszona dn. 9 maja 1958 do akademiczek w kościele św. Anny w Warszawie                                               |
| 1958 | Akademicy przed millenium. Konferencja wygłoszona dn. 7 maja 1958 do akademików w kościele św. Jakuba w Warszawie                                                              |
| 1960 | Dobre oczy nad nami |
| 1961 | W światłach tysiąclecia |
| 1962 | Wielka Nowenna Tysiąclecia |
| 1962 | Porządek nabożeństw archidiecezji warszawskiej |
| 1962 | Gody w Kanie |
| 1963 | Uświęcenie pracy zawodowej |
| 1965 | Pismo Święte: Starego i Nowego Testamentu w przekładzie z języków oryginalnych                                                                                                 |
| 1965 | Oddanie się w macierzyńską niewolę Maryi. 2 konferencje Warszawa, 25.III.1965 roku                                                                                             |
| 1966 | Matka Kościoła |
| 1966 | Wielkie „Te Deum” narodu polskiego. Kazania i przemówienia. III, Inne uroczystości millenijne w ramach wielkiego „Te Deum” narodu                                              |
| 1967 | M.S. |
| 1969 | List do moich kapłanów. Cz. 1, Wspólnie z Trójcą Świętą |
| 1969 | List do moich kapłanów. Cz. 2, Wspólnie z Kościołem |
| 1969 | List do moich kapłanów. Cz. 3, Wspólnie z moim biskupem |
| 1969 | Prymas Polski i sprawy narodu (fragmenty kazań i listów) |
| 1969 | Problem chrześcijańskiego wychowania młodzieży |
| 1971 | Beatyfikacja Ojca Maksymiliana Marii Kolbe. Wybór dokumentów i przemówień |
| 1971 | Miłość na co dzień. Rozważania. Cz. 1 |
| 1971 | Miłość na co dzień. Rozważania. Cz. 2 |
| 1972 | Z gniazda orląt... Wybór przemówień, kazań i konferencji do młodzieży |
| 1973 | Z zagadnień kultury chrześcijańskiej |
| 1974 | Sursum corda. Wybór przemówień |
| 1975 | Listy pasterskie prymasa Polski: 1946–1974 |
| 1975 | Kazania świętokrzyskie. Ewangelizacja świata w ocenie Synodu Biskupów w Rzymie; Warszawa, Kościół św. Krzyża; (12-19-26.1.1975)                                                |
| 1976 | Kazania świętokrzyskie. U podstaw ładu życia i współżycia; Warszawa, Kościół Św. Krzyża (11-18-25.1.1976)                                                                      |
| 1976 | Prymat człowieka w ładzie społecznym |
| 1977 | „Ojcze nasz”... Rozważania. Stefan Kard. Wyszyński, Prymas Polski |
| 1978 | Kobieta w Polsce współczesnej |
| 1978 | Człowiek we wspólnocie Kościoła odpowiedzialny za Kościół Chrystusowy. Wezwanie Prymasa Polski na Wielki Post do odnowy duchowej naszego życia                                 |
| 1978 | Kazanie świętojańskie prymasa Polski – duch Ewangelii w życiu społeczno-zawodowym i publicznym. Warszawa, 6 I 1978                                                             |
| 1978 | Pomocnicy na drodze krzyżowej Chrystusa. Droga krzyżowa Pomocników Matki Kościoła                                                                                              |
| 1979 | 400-lecie Skargowskiego Uniwersytetu Stefana Batorego w Wilnie. Kazanie wygłoszone w Warszawskiej Bazylice Archikatedralnej podczas Mszy św. dnia 29 listopada 1978 roku       |
| 1979 | List pasterski biskupów o poszanowaniu praw dziecka |
| 1980 | Harmonia Bożo-ludzka w Polsce: w uroczystość Objawienia Pańskiego, Warszawa, Bazylika Archikatedralna Świętego Jana, 6. I. 1980                                                |
| 1980 | Wszystko postawiłem na Maryję |
| 1980 | List Prymasa Polski na XXXVI Tydzień Miłosierdzia w dniach 5–11.X.1980. Rodzina apostołuje miłosierdziem                                                                       |
| 1980 | Nasz Ojciec ksiądz Władysław Korniłowicz |

| Rok  | Tytuł |
| 1981 | O polskim papieżu z Krakowa |
| 1981 | Słowa Prymasa Polski – nauczyciela i pasterza narodu (fragmenty przemówień)                                                                                                |
| 1981 | W światłach tysiąclecia |
| 1981 | Do świadków promocji doktorskiej laureata nagrody Nobla Czesława Miłosza                                                                                                   |
| 1981 | Sumienie prawe: u podstaw odnowy życia narodowego. Kazanie w uroczystość Objawienia Pańskiego, Warszawa, Archikatedra Świętego Jana, 6 stycznia 1981                       |
| 1982 | Prymas Polski w obronie życia. Cz. 1 |
| 1982 | Prymas Polski w obronie życia. Cz. 2 |
| 1982 | Aktualność ślubów jasnogórskich narodu podczas uroczystej sumy na szczycie, Jasna Góra, 3 maja 1977                                                                        |
| 1982 | Zapiski więzienne |
| 1983 | Nauczanie społeczne kardynała Stefana Kardynała Wyszyńskiego (wybór tekstów)                                                                                               |
| 1983 | Kościół w służbie narodu |
| 1983 | Aresztowanie |
| 1983 | Rozważania o Matce Boga-Człowieka (do wykorzystania w czasie różnych nabożeństw Maryjnych)                                                                                 |
| 1983 | „Jestem przy Tobie” |
| 1983 | Praca a godność człowieka |
| 1984 | W walce o trzeźwość |
| 1984 | Nie rzucim ziemi. Wybór z przemówień do rolników 1970–1981 |
| 1984 | Matka Syna człowieczego |
| 1985 | „Idźcie i nauczajcie” |
| 1986 | Głos z Jasnej Góry |
| 1987 | Jakiej chcecie Polski? |
| 1987 | Kimże jest człowiek... |
| 1987 | Oto wielka tajemnica wiary |
| 1988 | Ze stolicy Prymasów. Wybór kazań |
| 1988 | Maryja w tajemnicy Kościoła |
| 1988 | Różaniec modlitwą naszego życia |
| 1988 | Różaniec Prymasa Tysiąclecia |
| 1990 | W obronie życia nienarodzonych |
| 1990 | Nauczanie społeczne 1946–1981 |
| 1990 | Modlitwy do Matki Miłosierdzia |
| 1991 | Dzieła zebrane / Cz. 1, 1949–1953 |
| 1992 | Boży świat. Wybór z przemówień i kazań |
| 1993 | Źródła odrodzenia |
| 1993 | Miłość i sprawiedliwość społeczna. Rozważania społeczne |
| 1994 | Cena wolności |
| 1995 | Dzieła zebrane / Cz. 2, 1953–1956 |
| 1996 | Na drogach zawierzenia |
| 1996 | Nie gaście ducha ojca Maksymiliana. Wybór przemówień i listów |
| 1996 | Prymas tysiąclecia do rolników |
| 1997 | Miasto najwierniejsze. Prymas Tysiąclecia do mieszkańców Gdańska |
| 1998 | Miłość miłosierna |
| 1998 | Idącym w przyszłość |
| 1998 | Z rozważań nad kulturą ojczystą |
| 1999 | Dzieła zebrane / Cz. 3, 1956–1957 |
| 1999 | Droga Krzyżowa. Rozważania w czasie nabożeństwa drogi krzyżowej dla pracowników pióra                                                                                      |
| 2000 | W sercu stolicy |
| 2001 | Godność kobiety |
| 2001 | Katolicka nauka społeczna. Wybór artykułów z „Ateneum Kapłańskiego” z lat 1929–1946                                                                                        |
| 2001 | Początki nauczania społecznego: 1934–1939 |
| 2001 | Bochen chleba |
| 2001 | Przyjaciel Boga i ludzi. Wspomnienie o Janie XXIII |
| 2001 | Duch pracy ludzkiej. Myśli o wartości pracy |
| 2002 | Dzieła zebrane / Cz. 4, 1958 |
| 2005 | Pieśń o Janie Pawle II: w drugą rocznicę wyboru Papieża-Polaka Jana Pawła II                                                                                               |
| 2006 | Dzieła zebrane / Cz. 5, 1959 |
| 2007 | Wszystko postawiłem na Maryję |
| 2007 | Do „Solidarności”. Rady i wskazania |
| 2007 | Pro memoria. Zapiski z lat 1948–1949 i 1952−1953 |
| 2007 | Dzieła zebrane / Cz. 6, 1960 |
| 2008 | Dzieła zebrane / Cz. 7, 1961 |
| 2009 | Dzieła zebrane. Cz. 8, styczeń – lipiec 1962 |
| 2011 | Dzieła zebrane. Cz. 9, sierpień – grudzień 1962 |
| 2012 | Tylko czyste serce jest zdolne do prawdziwej miłości. Kardynał Stefan Wyszyński do polskich dziewcząt: wezwanie do Krucjaty Skromności                                     |
| 2012 | Dzieła zebrane. Cz. 10, styczeń – czerwiec 1963 |
| 2012 | Dzieła zebrane. Cz. 11, lipiec – grudzień 1963 |
| 2013 | Stacja Prudnik. Stefan Kardynał Wyszyński Zapiski więzienne |
| 2013 | Dzieła zebrane. Cz. 12, styczeń – maj 1964 |
| 2014 | Kultura bolszewizmu a inteligencja polska |
| 2014 | Dzieła zebrane. Cz. 13, czerwiec – grudzień 1964 |
| 2016 | Dzieła zebrane. Cz. 14, styczeń – maj 1965 |
| 2016 | Dzieła zebrane. Cz. 16, styczeń – kwiecień 1966 |
| 2016 | Dzieła zebrane. Cz. 17, maj-sierpień 1966 |
| 2016 | Dzieła zebrane. Cz. 18, wrzesień – grudzień 1966 |
| 2017 | Dzieła zebrane. Cz. 19, czerwiec – grudzień 1965 |
| 2017 | Światu potrzeba Matki |
| 2017 | Jasnogórskie Śluby Narodu Polskiego 26 sierpnia 1956 r. Śluby Jasnogórskie napisane przez Ks. Prymasa Stefana Wyszyńskiego 16 maja 1956 r. w Klasztorze Sióstr Nazaretanek |
| 2019 | Dzieła zebrane. Cz. 20, styczeń – lipiec 1967 |
| 2019 | Dzieła zebrane. Cz. 21, sierpień – grudzień 1967 |
| 2020 | Kardynał Wyszyński dla ciebie |

| Rok  | Tytuł |
| 1928 | Katolicyzm, kapitalizm, socjalizm. List pasterski biskupów austrjackich |
| 1930 | Dzieło kardynała Ferrari. Ideały i prace społeczno-apostolskie |
| 1930 | Z życia i prac Katolickiego Uniwersytetu w Medjolanie |
| 1931 | Główne typy Akcji Katolickiej zagranicą. IX Tydzień Społeczny Stowarzyszenia Katolickiej Młodzieży Akademickiej Odrodzenie w Lublinie od 20-tego do 26-tego sierpnia 1930 roku |
| 1932 | Mąż stanu w sutannie |
| 1933 | Główne podstawy przebudowy ustroju społecznego (referat wygłoszony na otwarciu Ch. U. R. dnia 8. X. 1933 r.)                                                                   |
| 1933 | Obowiązki ciążące na własności według nauki papieży |
| 1936 | Nowy najazd komunizmu na Polskę |
| 1936 | Jak uchrześcijanić handel dewocjonaliami? |
| 1937 | Przemiany moralno-religijne pod wpływem bezrobocia |
| 1937 | Pius XI o walce z komunizmem |
| 1937 | Katolicki program walki z komunizmem |
| 1938 | Zasięg i charakter zainteresowań katolickiej myśli społecznej |
| 1938 | Stanowisko i zadania duszpasterza wobec współczesnych ruchów społecznych |
| 1938 | Źródło mocy Akcji Katolickiej |
| 1939 | Inteligencja w straży przedniej komunizmu |
| 1939 | Pius XI na przełomie dziejów |
| 1945 | Stolica Apostolska a świat powojenny |
| 1946 | List pasterski J.E. Ks. Bpa Dra Stefana Wyszyńskiego do duchowieństwa diecezji lubelskiej na dzień swej konsekracji                                                            |
| 1946 | List pasterski Stefana Wyszyńskiego do duchowieństwa i wiernych diecezji lubelskiej na dzień ingresu do Katedry Lubelskiej                                                     |
| 1946 | Pamięci 245 kapłanów diec. włocławskiej. Przemówienie żałobne w Bazylice Katedralnej, dnia 1.XII.1945 r.                                                                       |
| 1946 | List pasterski na dzień poświęcenia Narodu Polskiego Niepokalanemu Sercu Maryi                                                                                                 |
| 1947 | O chrześcijańskim wyzwoleniu człowieka. List pasterski |
| 1947 | Katolicki Uniwersytet Lubelski: „Deo et Patriae” |
| 1947 | O katolickiej woli życia. List pasterski |
| 1947 | Chrystus społecznik |
| 1948 | Statut Rad Parafialnych oraz dekret |
| 1953 | W świetle faktów |
| 1955 | Duch pracy ludzkiej. Konferencje o pracy (przedruk z wydania Księgarni Powszechnej, Włocławek, 1946.)                                                                          |
| 1956 | Do duchowieństwa i ludu bożego z okazji powrotu do stolicy i świąt Bożego Narodzenia                                                                                           |
| 1957 | Wypełniamy Jasnogórskie Śluby Narodu. Czytania na maj |
| 1957 | Musimy uwierzyć w ojcostwo boże. Przemówienie do pielgrzymów na Jasnej Górze 26 sierpnia 1957                                                                                  |
| 1957 | Oto ja służebnica pańska. Przemówienie do kobiet na Jasnej Górze 15 września 1957                                                                                              |
| 1957 | Do młodzieży akademickiej |
| 1957 | Nie pozwolimy znieważać naszych świętości. Pożegnanie pielgrzymki warszawskiej w Kościele O.O. Paulinów w Warszawie 6 sierpnia 1957                                            |
| 1958 | Modlitewnik alumna |
| 1958 | Konferencje Prymasa Polski do młodzieży akademickiej |
| 1958 | Królowa Polski u akademików, 11.XI.1957 r. |
| 1958 | W obronie nienarodzonych dzieci. Komentarz Prymasa Polski do przyrzeczenia zawartego w Ślubach Narodu „Przyrzekamy, że odtąd wszyscy staniemy na straży budzącego się życia”   |
| 1958 | Jesteście potrzebne narodowi i kościołowi. Konferencja wygłoszona dn. 9 maja 1958 do akademiczek w kościele św. Anny w Warszawie                                               |
| 1958 | Akademicy przed millenium. Konferencja wygłoszona dn. 7 maja 1958 do akademików w kościele św. Jakuba w Warszawie                                                              |
| 1960 | Dobre oczy nad nami |
| 1961 | W światłach tysiąclecia |
| 1962 | Wielka Nowenna Tysiąclecia |
| 1962 | Porządek nabożeństw archidiecezji warszawskiej |
| 1962 | Gody w Kanie |
| 1963 | Uświęcenie pracy zawodowej |
| 1965 | Pismo Święte: Starego i Nowego Testamentu w przekładzie z języków oryginalnych                                                                                                 |
| 1965 | Oddanie się w macierzyńską niewolę Maryi. 2 konferencje Warszawa, 25.III.1965 roku                                                                                             |
| 1966 | Matka Kościoła |
| 1966 | Wielkie „Te Deum” narodu polskiego. Kazania i przemówienia. III, Inne uroczystości millenijne w ramach wielkiego „Te Deum” narodu                                              |
| 1967 | M.S. |
| 1969 | List do moich kapłanów. Cz. 1, Wspólnie z Trójcą Świętą |
| 1969 | List do moich kapłanów. Cz. 2, Wspólnie z Kościołem |
| 1969 | List do moich kapłanów. Cz. 3, Wspólnie z moim biskupem |
| 1969 | Prymas Polski i sprawy narodu (fragmenty kazań i listów) |
| 1969 | Problem chrześcijańskiego wychowania młodzieży |
| 1971 | Beatyfikacja Ojca Maksymiliana Marii Kolbe. Wybór dokumentów i przemówień |
| 1971 | Miłość na co dzień. Rozważania. Cz. 1 |
| 1971 | Miłość na co dzień. Rozważania. Cz. 2 |
| 1972 | Z gniazda orląt... Wybór przemówień, kazań i konferencji do młodzieży |
| 1973 | Z zagadnień kultury chrześcijańskiej |
| 1974 | Sursum corda. Wybór przemówień |
| 1975 | Listy pasterskie prymasa Polski: 1946–1974 |
| 1975 | Kazania świętokrzyskie. Ewangelizacja świata w ocenie Synodu Biskupów w Rzymie; Warszawa, Kościół św. Krzyża; (12-19-26.1.1975)                                                |
| 1976 | Kazania świętokrzyskie. U podstaw ładu życia i współżycia; Warszawa, Kościół Św. Krzyża (11-18-25.1.1976)                                                                      |
| 1976 | Prymat człowieka w ładzie społecznym |
| 1977 | „Ojcze nasz”... Rozważania. Stefan Kard. Wyszyński, Prymas Polski |
| 1978 | Kobieta w Polsce współczesnej |
| 1978 | Człowiek we wspólnocie Kościoła odpowiedzialny za Kościół Chrystusowy. Wezwanie Prymasa Polski na Wielki Post do odnowy duchowej naszego życia                                 |
| 1978 | Kazanie świętojańskie prymasa Polski – duch Ewangelii w życiu społeczno-zawodowym i publicznym. Warszawa, 6 I 1978                                                             |
| 1978 | Pomocnicy na drodze krzyżowej Chrystusa. Droga krzyżowa Pomocników Matki Kościoła                                                                                              |
| 1979 | 400-lecie Skargowskiego Uniwersytetu Stefana Batorego w Wilnie. Kazanie wygłoszone w Warszawskiej Bazylice Archikatedralnej podczas Mszy św. dnia 29 listopada 1978 roku       |
| 1979 | List pasterski biskupów o poszanowaniu praw dziecka |
| 1980 | Harmonia Bożo-ludzka w Polsce: w uroczystość Objawienia Pańskiego, Warszawa, Bazylika Archikatedralna Świętego Jana, 6. I. 1980                                                |
| 1980 | Wszystko postawiłem na Maryję |
| 1980 | List Prymasa Polski na XXXVI Tydzień Miłosierdzia w dniach 5–11.X.1980. Rodzina apostołuje miłosierdziem                                                                       |
| 1980 | Nasz Ojciec ksiądz Władysław Korniłowicz |

| Rok  | Tytuł |
| 1981 | O polskim papieżu z Krakowa |
| 1981 | Słowa Prymasa Polski – nauczyciela i pasterza narodu (fragmenty przemówień)                                                                                                |
| 1981 | W światłach tysiąclecia |
| 1981 | Do świadków promocji doktorskiej laureata nagrody Nobla Czesława Miłosza                                                                                                   |
| 1981 | Sumienie prawe: u podstaw odnowy życia narodowego. Kazanie w uroczystość Objawienia Pańskiego, Warszawa, Archikatedra Świętego Jana, 6 stycznia 1981                       |
| 1982 | Prymas Polski w obronie życia. Cz. 1 |
| 1982 | Prymas Polski w obronie życia. Cz. 2 |
| 1982 | Aktualność ślubów jasnogórskich narodu podczas uroczystej sumy na szczycie, Jasna Góra, 3 maja 1977                                                                        |
| 1982 | Zapiski więzienne |
| 1983 | Nauczanie społeczne kardynała Stefana Kardynała Wyszyńskiego (wybór tekstów)                                                                                               |
| 1983 | Kościół w służbie narodu |
| 1983 | Aresztowanie |
| 1983 | Rozważania o Matce Boga-Człowieka (do wykorzystania w czasie różnych nabożeństw Maryjnych)                                                                                 |
| 1983 | „Jestem przy Tobie” |
| 1983 | Praca a godność człowieka |
| 1984 | W walce o trzeźwość |
| 1984 | Nie rzucim ziemi. Wybór z przemówień do rolników 1970–1981 |
| 1984 | Matka Syna człowieczego |
| 1985 | „Idźcie i nauczajcie” |
| 1986 | Głos z Jasnej Góry |
| 1987 | Jakiej chcecie Polski? |
| 1987 | Kimże jest człowiek... |
| 1987 | Oto wielka tajemnica wiary |
| 1988 | Ze stolicy Prymasów. Wybór kazań |
| 1988 | Maryja w tajemnicy Kościoła |
| 1988 | Różaniec modlitwą naszego życia |
| 1988 | Różaniec Prymasa Tysiąclecia |
| 1990 | W obronie życia nienarodzonych |
| 1990 | Nauczanie społeczne 1946–1981 |
| 1990 | Modlitwy do Matki Miłosierdzia |
| 1991 | Dzieła zebrane / Cz. 1, 1949–1953 |
| 1992 | Boży świat. Wybór z przemówień i kazań |
| 1993 | Źródła odrodzenia |
| 1993 | Miłość i sprawiedliwość społeczna. Rozważania społeczne |
| 1994 | Cena wolności |
| 1995 | Dzieła zebrane / Cz. 2, 1953–1956 |
| 1996 | Na drogach zawierzenia |
| 1996 | Nie gaście ducha ojca Maksymiliana. Wybór przemówień i listów |
| 1996 | Prymas tysiąclecia do rolników |
| 1997 | Miasto najwierniejsze. Prymas Tysiąclecia do mieszkańców Gdańska |
| 1998 | Miłość miłosierna |
| 1998 | Idącym w przyszłość |
| 1998 | Z rozważań nad kulturą ojczystą |
| 1999 | Dzieła zebrane / Cz. 3, 1956–1957 |
| 1999 | Droga Krzyżowa. Rozważania w czasie nabożeństwa drogi krzyżowej dla pracowników pióra                                                                                      |
| 2000 | W sercu stolicy |
| 2001 | Godność kobiety |
| 2001 | Katolicka nauka społeczna. Wybór artykułów z „Ateneum Kapłańskiego” z lat 1929–1946                                                                                        |
| 2001 | Początki nauczania społecznego: 1934–1939 |
| 2001 | Bochen chleba |
| 2001 | Przyjaciel Boga i ludzi. Wspomnienie o Janie XXIII |
| 2001 | Duch pracy ludzkiej. Myśli o wartości pracy |
| 2002 | Dzieła zebrane / Cz. 4, 1958 |
| 2005 | Pieśń o Janie Pawle II: w drugą rocznicę wyboru Papieża-Polaka Jana Pawła II                                                                                               |
| 2006 | Dzieła zebrane / Cz. 5, 1959 |
| 2007 | Wszystko postawiłem na Maryję |
| 2007 | Do „Solidarności”. Rady i wskazania |
| 2007 | Pro memoria. Zapiski z lat 1948–1949 i 1952−1953 |
| 2007 | Dzieła zebrane / Cz. 6, 1960 |
| 2008 | Dzieła zebrane / Cz. 7, 1961 |
| 2009 | Dzieła zebrane. Cz. 8, styczeń – lipiec 1962 |
| 2011 | Dzieła zebrane. Cz. 9, sierpień – grudzień 1962 |
| 2012 | Tylko czyste serce jest zdolne do prawdziwej miłości. Kardynał Stefan Wyszyński do polskich dziewcząt: wezwanie do Krucjaty Skromności                                     |
| 2012 | Dzieła zebrane. Cz. 10, styczeń – czerwiec 1963 |
| 2012 | Dzieła zebrane. Cz. 11, lipiec – grudzień 1963 |
| 2013 | Stacja Prudnik. Stefan Kardynał Wyszyński Zapiski więzienne |
| 2013 | Dzieła zebrane. Cz. 12, styczeń – maj 1964 |
| 2014 | Kultura bolszewizmu a inteligencja polska |
| 2014 | Dzieła zebrane. Cz. 13, czerwiec – grudzień 1964 |
| 2016 | Dzieła zebrane. Cz. 14, styczeń – maj 1965 |
| 2016 | Dzieła zebrane. Cz. 16, styczeń – kwiecień 1966 |
| 2016 | Dzieła zebrane. Cz. 17, maj-sierpień 1966 |
| 2016 | Dzieła zebrane. Cz. 18, wrzesień – grudzień 1966 |
| 2017 | Dzieła zebrane. Cz. 19, czerwiec – grudzień 1965 |
| 2017 | Światu potrzeba Matki |
| 2017 | Jasnogórskie Śluby Narodu Polskiego 26 sierpnia 1956 r. Śluby Jasnogórskie napisane przez Ks. Prymasa Stefana Wyszyńskiego 16 maja 1956 r. w Klasztorze Sióstr Nazaretanek |
| 2019 | Dzieła zebrane. Cz. 20, styczeń – lipiec 1967 |
| 2019 | Dzieła zebrane. Cz. 21, sierpień – grudzień 1967 |
| 2020 | Kardynał Wyszyński dla ciebie |

## Upamiętnienie
3 maja 1957 powołał on Instytut Prymasowski Ślubów Narodu, który dekretem z 3 lipca 1993 kard. Józefa Glempa został następnie przekształcony w Instytut Prymasowski Stefana Kardynała Wyszyńskiego, a którego celem jest zachowanie spuścizny i propagowanie nauczania kard. Wyszyńskiego, poprzez prowadzenie działalności archiwalnej, redakcyjnej, wydawniczej, naukowej i edukacyjno-wychowawczej. 3 maja 1994 został pośmiertnie odznaczony Orderem Orła Białego.
29 września 1990 została założona z inicjatywy dyrektora Kopalni Węgla Kamiennego „Murcki” w Katowicach, Pawła Michałka Fundacja im. Kardynała Stefana Wyszyńskiego Szpitala Murcki w Katowicach, której celem jest wspieranie szpitala poprzez zakup sprzętu medycznego. W 1998 powołano Fundację „Dziedzictwo Stefana Kardynała Wyszyńskiego”. Ponadto 18 kwietnia 2012 utworzono Fundację Niezależnych Inicjatyw Studenckich im. Stefana Kardynała Wyszyńskiego w Warszawie, której celem jest działanie na rzecz społeczeństwa, zaspokajanie potrzeb naukowych, kulturalnych, kultury fizycznej i sportu, a przede wszystkim młodzieży, studentów i absolwentów Uniwersytetu Kardynała Stefana Wyszyńskiego w Warszawie.
1 października 1999 przekształcono warszawską Akademię Teologii Katolickiej w Uniwersytet Kardynała Stefana Wyszyńskiego. 25 października 2000 w uznaniu jego zasług Sejm Rzeczypospolitej Polskiej ogłosił rok 2001 – rokiem kardynała Stefana Wyszyńskiego. Ponadto stosownymi uchwałami Sejmu i Senatu RP – również rok 2021 został ustanowiony rokiem kardynała Stefana Wyszyńskiego.
Jego imię nadano Wojewódzkiemu Szpitalowi Specjalistycznemu w Lublinie przy al. Kraśnickiej 100, Szpitalowi Wojewódzkiemu w Sieradzu przy ul. Armii Krajowej 7 oraz Szpitalowi Wojewódzkiemu w Łomży (al. Piłsudskiego 11).
Przy Szkole Podstawowej nr 3 im. Ks. Kardynała Stefana Wyszyńskiego w Leżajsku, 5 stycznia 2006 utworzono Stowarzyszenie Przyjaciół Szkół im. Kardynała Stefana Wyszyńskiego. Wielu placówkom oświatowym (około 200) nadano jego imię, m.in. Zespołowi Szkół (Publicznemu Liceum Ogólnokształcącemu nr 5 w Opolu) czy Zespołowi Szkół Zawodowych nr 3 w Ostrołęce, Liceum Ogólnokształcącemu w Opalenicy oraz szkołom podstawowym m.in. w: Konopnicy, Kruszynie, Lelicach, Mieleszynie, Rybniku (nr 12), Somoninie, Stadnikach, Stojadłach, Sułkowicach (nr 2) czy Wierzchowinach.
Wielu ulicom w Polsce nadano również jego imię, m.in. w Iławie, Kaliszu, Krakowie, Olsztynie, Stargardzie, Tarnowskich Górach, Wrocławiu, Zielonej Górze czy Zamościu. Ponadto trzy miejscowości w Polsce: Łomża, Skierniewice (od 26 stycznia 2007) i Wąwolnica (od 10 maja 2018) nadały mu tytuł Honorowego Obywatela Miasta.
6 czerwca 2001 Narodowy Bank Polski wprowadził do obiegu okolicznościową złotą monetę z okazji 100. rocznicy jego urodzin o nominale 2 zł z jego podobizną w nakładzie 1,2 mln sztuk oraz srebrną monetę o nominale 10 zł z jego podobizną w nakładzie 60 000 sztuk. W tym samym roku (2001) NBP wydał złotą monetę kolekcjonerską o nominale 200 zł z jego podobizną w nakładzie 4500 sztuk. Ponadto NBP 26 sierpnia 2021 wprowadził dwie kolejne monety kolekcjonerskie „Beatyfikacja Kardynała Stefana Wyszyńskiego” – złotą o nominale 100 zł w nakładzie 1500 sztuk oraz srebrną o nominale 10 zł w nakładzie 12 000 sztuk.

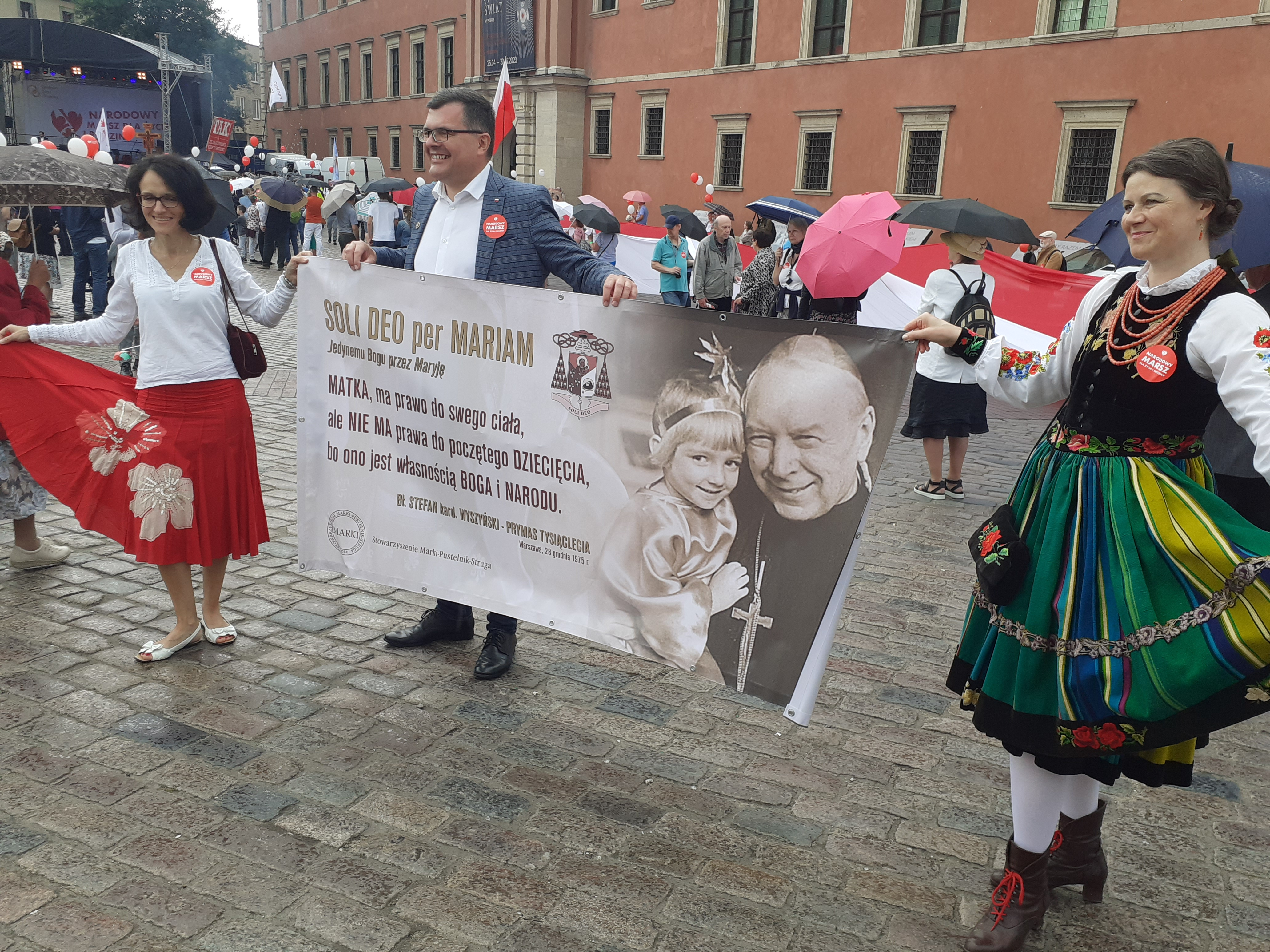
Cytat i wizerunek Stefana Wyszyńskiego wykorzystany na banerze niesionym w trakcie Marszu dla Życia i Rodziny w Warszawie (2023).

Poczta Polska 15 sierpnia 1992 wprowadziła do obiegu znaczek pocztowy o nominale 1500 zł z jego wizerunkiem w nakładzie 1 869 300 sztuk, projektu Macieja Jędrysika (wraz z kopertą FDC) oraz 3 sierpnia 2001 inny znaczek pocztowy z okazji 100. rocznicy jego urodzin o nominale 1,00 zł również z jego wizerunkiem w nakładzie 3,7 miliona sztuk, projektu Jacka Konarzewskiego (wraz z kopertą FDC). Z okazji jego beatyfikacji 12 września 2021 Poczta Polska wprowadziła do obiegu kolejny znaczek pocztowy o nominale 4 zł w nakładzie 250 000 sztuk, projektu Agnieszki Sobczyńskiej (wraz z kopertą FDC). Ponadto 1 czerwca 1991 Poczta Polska wprowadziła do obiegu okolicznościową kartkę pocztową z jego wizerunkiem i herbem w nakładzie 1,5 mln sztuk, projektu Ryszarda Dudzickiego, z okazji IV pielgrzymki papieża Jana Pawła II do Polski.
W Prudniku franciszkanie od 2001 organizują tzw. „Dni Prymasowskie” jemu poświęcone, które odbywają się w rocznicę jego uwięzienia w Prudniku-Lesie, a także – Rodzinny Bieg Prymasowski. 19 września 2021 został on ogłoszony patronem miasta i gminy Prudnik.
Od 2017 Stowarzyszenie Absolwentów i Przyjaciół Wydziału Prawa Katolickiego Uniwersytetu Lubelskiego przyznaje Nagrodę im. Stefana Kardynała Wyszyńskiego Prymasa Tysiąclecia.

### Miejsca pamięci

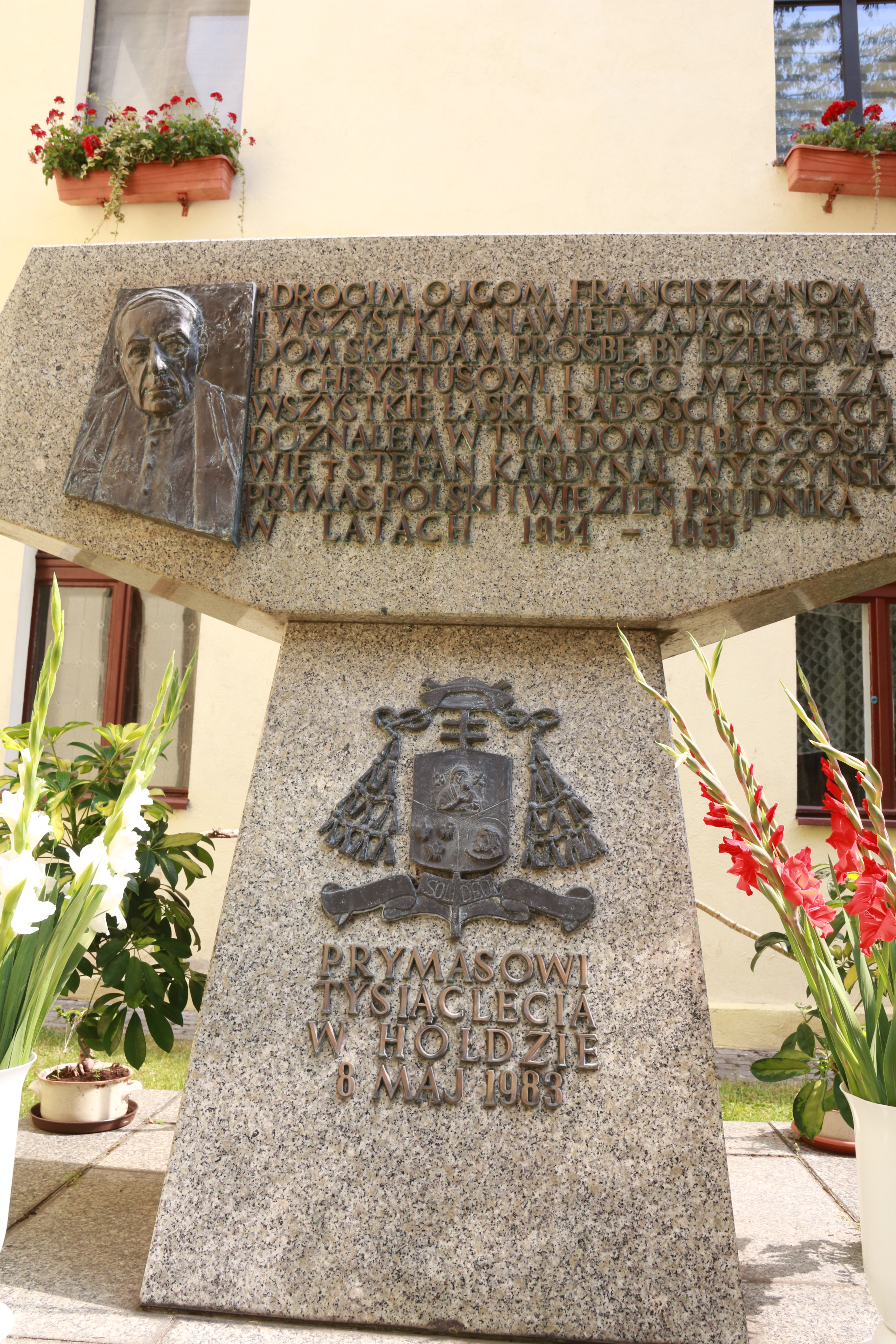
Pomnik przed kościołem św. Józefa w Prudniku-Lesie z inskrypcją dziękczynną

W Bachledówce nad wsią Czerwienne położone jest wzgórze, na którym w latach 1967–1973 okresowo przebywał na wypoczynku. Mieszkał w drewnianej, piętrowej willi w stylu zakopiańskim, nazywanej „Tebaibą”. Jego obecność w tym miejscu upamiętnia specjalne epitafium z 1986. Ponadto jego imieniem nazwano drogę wiodącą z Czerwiennego na szczyt Bachledówki.
Archiwum tekstów i zdjęć oraz bibliotekę multimedialną o jego nauczaniu gromadzi powstały w 2000, Dom Pamięci Stefana Kardynała Wyszyńskiego w Częstochowie (w pobliżu Jasnej Góry), utworzony przez Fundację „Dziedzictwo Stefana Kardynała Wyszyńskiego”.
W Komańczy (gdzie był internowany) znajduje się izba pamięci, z pozostawionymi przez niego pamiątkami. Ponadto umieszczono tu dwie tablice pamiątkowe: jedną w celi w której przebywał, a drugą informującą o napisaniu przez niego tekstu Jasnogórskich Ślubów Narodu Polskiego oraz Wielkiej Nowenny Tysiąclecia. Przed frontonem budynku postawiono pomnik jemu poświęcony.
W Prudniku-Lesie (gdzie był internowany) w klasztorze franciszkanów znajduje się cela na pierwszym piętrze z oryginalnymi meblami pozostawionymi z tego okresu. Ponadto postawiono tu pomnik przed kościołem św. Józefa, z jego inskrypcją dziękczynną. Uroczyste poświęcenie pomnika odbyło się 8 maja 1983. Dokonał tego ówczesny prymas Polski kard. Józef Glemp w obecności abpa Henryka Gulbinowicza, bpa Alfonsa Nossola, bpa Wacława Wyciska, bpa Antoniego Adamiuka i bpa Jana Wieczorka.
W Rywałdzie (gdzie był internowany) w klasztorze kapucynów znajdują się cela z oryginalnymi meblami pozostawionymi z tego okresu oraz stacje drogi krzyżowej, które wypisał ołówkiem na jej ścianach. Przy klasztorze jest też pomnik jemu poświęcony.
W Stoczku Klasztornym (gdzie był internowany) przy bazylice Nawiedzenia Najświętszej Maryi Panny utworzono muzeum pamięci jemu poświęcone. W jego celi znajduje się izba pamięci z oryginalnymi meblami pozostawionymi z tego okresu oraz innymi pamiątkami.
W Stryszawie utworzono izbę pamięci jemu poświęconą w tzw. Kapelanówce, drewnianym domu przy klasztorze sióstr zmartwychwstanek na Siwcówce, gdzie w latach 1960–1967 okresowo przebywał na wypoczynku. Ponadto wytyczono tu ścieżkę przyrodniczą im. kard. Stefana Wyszyńskiego upamiętniającą obeliskami oraz tablicami miejsca jego wędrówek po tej okolicy.
W Zuzeli utworzono muzeum jego lat dziecięcych. Ponadto w tej miejscowości znajduje się w specjalnej dzwonnicy jeden z trzech dzwonów o wadze 1800 kg, któremu nadano jego imię. Przed kościołem – z pamiątkową chrzcielnicą przy której został ochrzczony – postawiono pomnik ze spiżu jemu poświęcony według projektu rzeźbiarza Leona Machowskiego. W dniu jego beatyfikacji (12 września 2021) biskup łomżyński Janusz Stepnowski ustanowił kościół Przemienienia Pańskiego w Zuzeli pierwszym w Polsce sanktuarium bł. Stefana Wyszyńskiego.

### Filmy i spektakle
Powstało kilkanaście filmów zarówno dokumentalnych, jak i fabularnych oraz spektakl telewizyjny jemu poświęconych.
| Filmy                  |                                                 |                                                          |
| Rok                    | Tytuł                                           | Reżyseria                                                |
| 1981                   | Prymas Tysiąclecia                              | Edmund Zbigniew Szaniawski                               |
| 1981                   | Kardynał Stefan Wyszyński                       |                                                          |
| 1995                   | Lata więzienne prymasa Wyszyńskiego (1953–1956) | Edmund Zbigniew Szaniawski                               |
| 1997                   | Soli Deo                                        | Wincenty Ronisz                                          |
| 2000                   | Prymas. Trzy lata z tysiąca                     | Teresa Kotlarczyk                                        |
| 2000                   | Kardynał Stefan Wyszyński                       | Zbigniew Wawer, Włodzimierz Rekłajtis, Tadeusz Kondracki |
| 2001                   | Non possumus                                    | Paweł Woldan                                             |
| 2001                   | Kromka chleba                                   | Grzegorz Skurski                                         |
| 2002                   | Świadectwo drogi. Stefan Kardynał Wyszyński     | Paweł Woldan                                             |
| 2002                   | Skrawek nieba                                   | Rafał Wieczyński                                         |
| 2002                   | Światło wyszło z Prudnika                       | Ryszard Kasza                                            |
| 2003                   | Uwięziony prymas                                | Paweł Woldan                                             |
| 2007                   | Zawód: Prymas Polski                            | Anna Teresa Pietraszek                                   |
| 2008                   | Jan Paweł II i prymas Stefan Kardynał Wyszyński | Paweł Woldan                                             |
| 2016                   | Kryptonim „Prorok”                              | Cezary Gmyz                                              |
| 2017                   | Jako w niebie, tak i w Komańczy                 | Maciej Wójcik                                            |
| 2020                   | Ojciec i pasterz. Kardynał Stefan Wyszyński     | Piotr Górski                                             |
| 2021                   | Wyszyński - zemsta czy przebaczenie             | Tadeusz Syka                                             |
| 2023                   | Prorok                                          | Michał Kondrat                                           |
| Spektakle w Teatrze TV |                                                 |                                                          |
| 2009                   | Prymas w Komańczy                               | Paweł Woldan                                             |